# Philippines
Pour la plaque tectonique du même nom, voir Plaque philippine.
Pour les articles homonymes, voir République des Philippines (homonymie) et Philippine.
République des Philippines
(fil) Republika ng Pilipinas 
(en) Republic of the Philippines 
Les Philippines, en forme longue la république des Philippines (en philippin Pilipinas et Republika ng Pilipinas, en espagnol Filipinas et República de Filipinas, en anglais Philippines et Republic of the Philippines, en ilocano Filipinas et Republika ti Filipinas, en cebuano Pilipinas et Republika sa Pilipinas), est un pays d'Asie du Sud-Est constitué d'un archipel de 7 641 îles dont onze totalisent plus de 90 % des terres et dont un peu plus de 2 000 seulement sont habitées, alors qu'environ 2 400 îles n'ont même pas reçu de nom.
On distingue trois zones géographiques : l'île Luçon, l'archipel des Visayas et l'île Mindanao. Luçon, l'île la plus vaste et la plus septentrionale, abrite sa capitale, Manille, et la plus grande ville du pays, Quezon City. Au centre, le groupe dense des Visayas comprend les îles de Negros, Cebu, Bohol, Panay, Masbate, Samar et Leyte. Au sud, Mindanao est la deuxième île par la superficie ; ses principales villes sont Davao, Marawi, Zamboanga et Cagayán de Oro. Au sud-ouest de Mindanao se trouvent les îles de Sulu, telles que Basilan, Jolo et Tawi-Tawi, proches de Bornéo. Enfin, à l'ouest des Visayas s'étend l'archipel de Palawan, qui compte à lui seul plus de 1 700 îles. Le pays dispose de frontières maritimes avec Taïwan au nord, le Japon au nord-est, les Palaos à l'est et au sud-est, l'Indonésie au sud, la Malaisie au sud-ouest, le Vietnam à l'ouest, et la Chine au nord-ouest.
Les Negritos, les premiers habitants de l'archipel, sont suivis par des vagues de migration de peuples austronésiens. Entre le Xe siècle et le XVIe siècle, différents États musulmans, hindouistes, et animistes s'y établissent. L'arrivée de l'explorateur Ferdinand de Magellan en 1521 marque le début de la colonisation de l'archipel par l'Empire espagnol. À partir de 1565, l'archipel est gouverné comme la Capitainerie générale des Philippines des Indes orientales espagnoles, sous laquelle le catholicisme devient la religion dominante. La révolution philippine éclate en 1896, et s'achève en 1898 avec le traité de Paris par lequel l'Espagne cède l'archipel aux États-Unis à la suite de la guerre hispano-américaine. L'année suivante, la guerre américano-philippine éclate entre les révolutionnaires et les États-Unis. Elle s'achève en 1902 sur la victoire américaine et la dissolution de la Première République philippine. Cependant, la guérilla continue jusqu'en 1913 contre le nouveau protectorat américain. Après l'occupation par l'empire du Japon pendant la Seconde Guerre mondiale, le pays accède à l'indépendance en 1946. Depuis lors, le pays subit notamment une période de loi martiale entre 1972 et 1981 sous la dictature de Ferdinand Marcos et le renversement de ce dernier par la révolution populaire de 1986. À la suite du retour à la démocratie, la constitution de la Cinquième République est promulguée en 1987, et le pays est depuis gouverné comme une république unitaire présidentielle.
C'est l'un des deux seuls pays à dominante catholique en Asie (avec le Timor oriental) et l'un des plus occidentalisés. Les deux puissances coloniales, l'Espagne et les États-Unis, ont chacun eu une grande influence sur la culture philippine qui est un mélange unique d'Orient et d'Occident. Les deux langues officielles sont l'anglais et le tagalog, mais près de deux cents autres langues y sont également parlées, qui reflètent la diversité ethnique du pays.

## Géographie

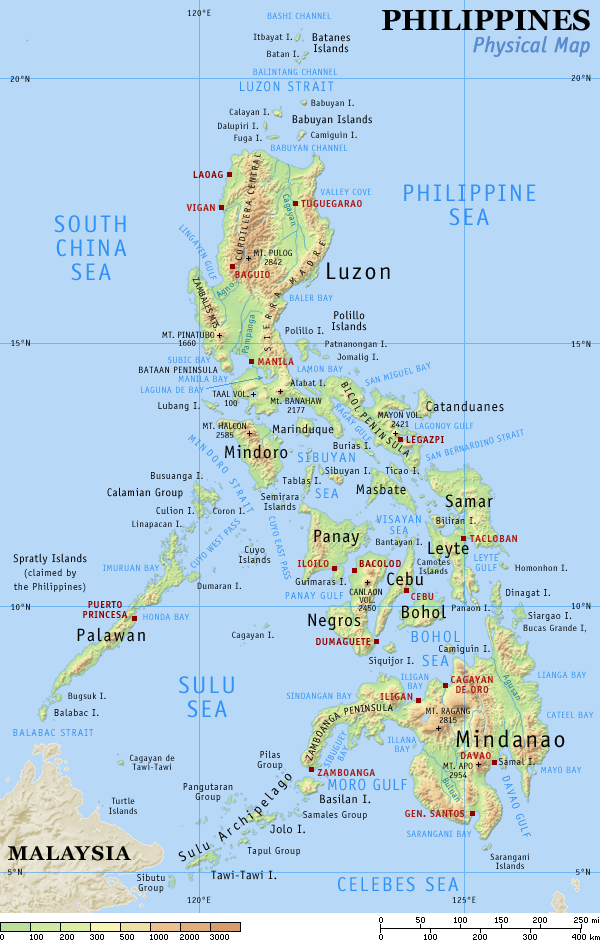
Géographie des Philippines.

Les Philippines se situent au nord de Célèbes, au nord-est de Bornéo et à 360 kilomètres au sud de l'île de Taïwan dont elles sont séparées par le détroit de Luçon. Elles sont constituées d'un archipel de 7 641 îles, avec une surface totale d'environ 300 439 km2. Les îles s’étendent depuis les îles Batanes et Luçon au nord, aux îles Masbate et Leyte, puis de là en direction du sud-sud-est jusqu'à Mindanao, puis de là vers l'ouest-sud-ouest jusqu'à l'extrémité occidentale de l'archipel de Sulu, l'ensemble formant un arc insulaire d'une dimension d'environ 2 430 km. L'archipel a d'autre part une largeur de 1 042 km. Il borde quatre mers différentes : la mer des Philippines à l'est et au centre de l'archipel, la mer de Célèbes au sud et où se trouve notamment l'île de Tawi-Tawi, la mer de Sulu au sud-ouest où se trouvent les îles Palawan et Balabac (à la limite nord-ouest) et Jolo (à la limite sud-ouest) et enfin la mer de Chine méridionale au nord-ouest et au nord avec les archipels des Batanes et des Babuyan. En outre, les grandes  îles du nord-est forment cinq mers intérieures, qui sont des dépendances de la mer des Philippines : la mer de Sibuyan, la mer des Visayas, la mer de Samar, la mer des Camotes et la mer de Bohol.
Les îles sont divisées en trois groupes :
1. Luçon (Régions I à V + NCR & CAR), où se situe la capitale, Manille ;
2. Visayas (VI à VIII) ;
3. Mindanao (IX à XIII + Bangsamoro).

Ces îles montagneuses étaient pour la plupart recouvertes de forêts tropicales mais aujourd'hui, la couverture forestière n'est plus que de 25,89 %. Elles sont d’origine volcanique, comme l’attestent les tremblements de terre fréquents et la vingtaine de volcans en activité, dont le Pinatubo. L'archipel est également soumis aux typhons du Pacifique de l'ouest à raison d'une quinzaine par an, plus particulièrement entre mai et octobre. Les Philippines sont ainsi le 3e pays au monde le plus exposé aux catastrophes naturelles.
Le port de Manille, sur l'île de Luçon, est la capitale et la deuxième plus grande ville du pays après Quezon City. Le point culminant est le mont Apo sur l'île de Mindanao, qui s'élève à 2 954 mètres.

### Géologie et topographie
D’origine volcanique, les îles des Philippines font partie de la ceinture de feu du Pacifique. Plusieurs volcans sont actifs, la dernière éruption étant celle du Taal en avril 2024. Le volcan Mayon se caractérise par sa silhouette très proche du cône parfait. En 1991, le mont Pinatubo avait eu une violente éruption entraînant la mort de trois cents personnes. Plissé à la fin du Tertiaire, puis soumis à une tectonique cassante de très grande amplitude, le relief se caractérise d'une part par des chaînes montagneuses aux plaines étroites et peu nombreuses, et d'autre part par la proximité de fosses marines parmi les plus profondes du monde (la fosse des Philippines, à l'est, fait 10 540 m de profondeur). Toutes les îles possèdent des plages, le plus souvent étroites, et les grandes plaines ainsi que les cours d’eau navigables sont rares. La plupart des îles étaient couvertes par la forêt tropicale, mais la déforestation a réduit sa surface à 10 % du pays.
Les Philippines seraient apparues à la suite de violents mouvements de soulèvement et dépression de la plaque continentale asiatique, dont elles auraient autrefois fait partie, avec l’île  de Bornéo. Des éruptions volcaniques et des tremblements de terre auraient ensuite fragmenté cette masse continentale. Aujourd'hui encore, l'action conjuguée des volcans, des tremblements de terre, de la mousson et des typhons continue de façonner la physionomie de l'archipel.
Sur l'île de Mindanao, le mont Apo, point culminant des Philippines, s'élève à 2 954 mètres d'altitude. Les principaux sommets sont des volcans, dont une douzaine demeurent actifs, les plus redoutables étant le Pinatubo, le mont Mayon (2 451 m) et le Taal, tous trois sur l'île de Luçon.

### Climat

#### Données générales
Le pays est situé dans la zone de climat tropical, et est plus particulièrement de type tropical humide. L'est du pays est presque constamment arrosé, tandis que l'ouest connaît une saison sèche et des pluies de mousson en été. En saison sèche, les températures s'échelonnent entre 36 et 39 °C, et en saison des pluies, elles vont de 25 à 31 °C. La moyenne annuelle est d'environ 29 °C. Les Philippines connaissent généralement trois saisons : tág-inít ou tág-aráw (la saison chaude, ou l'été, de mars à mai), tág-ulán (la saison des pluies, de juin à novembre) et tág-lamíg (la saison froide, de décembre à février). Le climat ne connaît pratiquement pas d’amplitude thermique permettant de définir des saisons et n'évolue pas avec la latitude. Sur la plupart des îles, la saison des pluies coïncide avec la mousson d’été, qui dure de mai à octobre ; le vent souffle alors du sud-ouest. Les précipitations annuelles moyennes s’élèvent à environ 1 900 mm dans les plaines.

#### Typhons et phénomènes extrêmes
L'archipel n'est pas épargné par les typhons et les tempêtes tropicales qui s'invitent entre juin et octobre.
En 1998, les typhons Babs et Zeb font près de 400 morts et des dégâts importants.
Fin novembre 2004, l'un de ces épisodes pluvieux touche le nord du pays et fait quelque 500 morts et disparus.
Le 1er décembre 2006, des coulées de boue consécutives aux pluies du typhon Durian ensevelissent un millier de personnes au pied du mont Mayon.
En 2009 un typhon nommé Ondoy s'abat sur Manille.
Le 16 décembre 2011, une violente tempête tropicale, Washi, fait plus de 1 000 morts, à la suite de la crue de la rivière Cagayan laissant des dizaines de milliers de Philippins sans abri, principalement dans la ville de Cagayan de Oro.
Le 8 novembre 2013, le super typhon Haiyan, nommé aussi Yolanda, un des plus puissants jamais relevés, avec des vents de 315 km/h et des vagues de plusieurs mètres,, provoque des dommages considérables et fait de nombreuses victimes.
L'érosion est très importante dans presque toutes les îles, et les glissements de terrain sont très fréquents à cause des fortes inondations.
Le 19 décembre 2021, le typhon Rai fait au moins 409 morts, 65 disparus et 1 384 blessés. Près de 300 000 personnes doivent fuir leurs domiciles,.

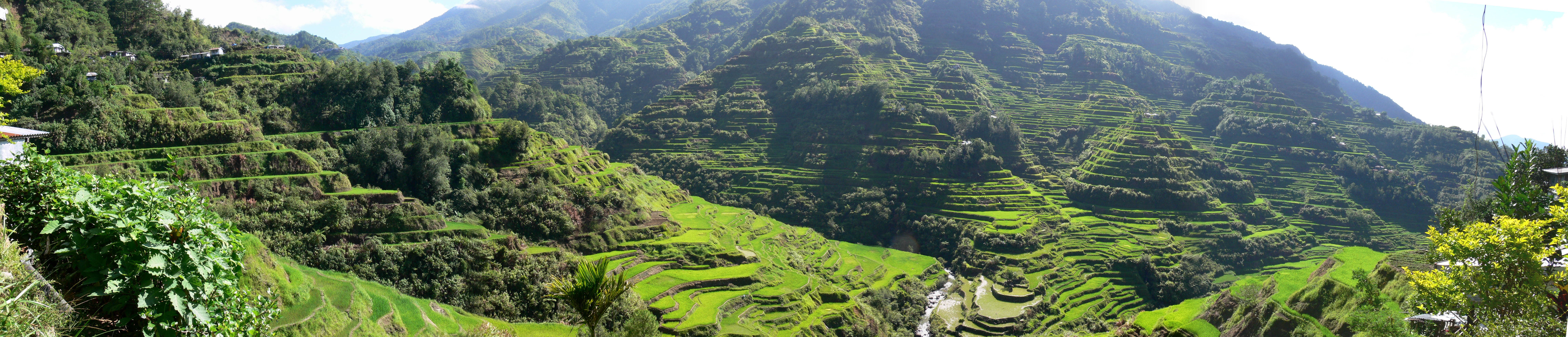
Panorama des rizières de Banaue.

### Faune et flore

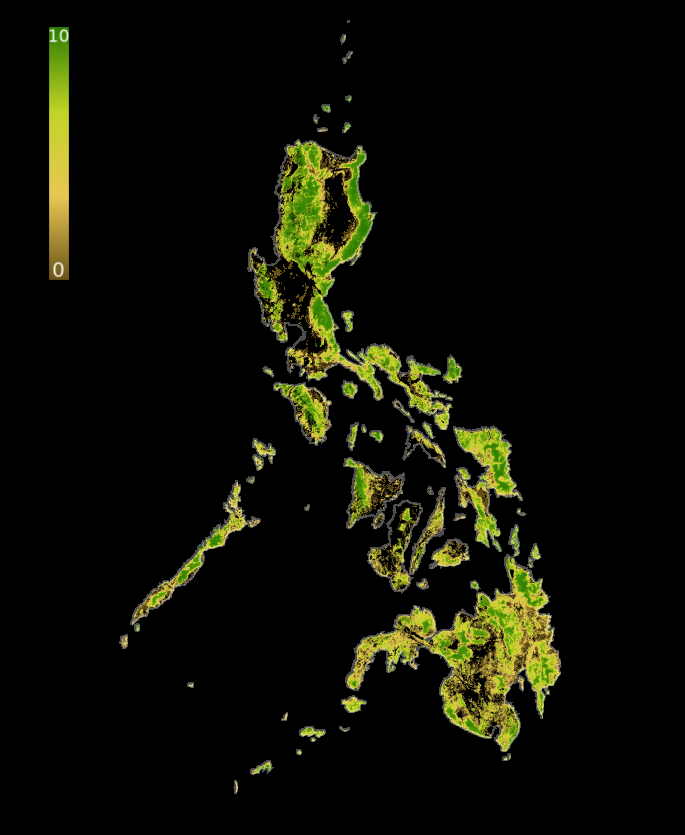
En 2019, les Philippines avaient un score moyen de l'indice d'intégrité du paysage forestier de 5,91, le classant 91e sur 172 pays.

À la suite de la baisse du niveau des mers, il y a 5 000 ans, une série d'isthmes auraient émergé dans les eaux peu profondes entre l'île de Palawan et Bornéo, ainsi qu'entre l'île de Mindanao et de Célèbes. Ces ponts terrestres ont permis des migrations de faune et de flore ; on trouve ainsi plus de soixante espèces végétales endémiques de Bornéo dans les îles méridionales de Mindoro, Palawan et Mindanao. Certaines plantes identifiées comme originaires des Célèbes et des Moluques sont très largement répandues aux Philippines : il s'agit principalement de fougères, d'orchidées et du diptérocarpe, l'arbre national, aussi appelé narra, pouvant atteindre 35 mètres de hauteur, abondant dans les forêts primaires de l'archipel.
Les régions sauvages de Palawan et les îles Calamian, toutes proches, abritent certaines espèces animales comme le chevrotain, la belette, la mangouste, le porc-épic, la mouffette, le pangolin et la loutre, que l'on retrouve à l'intérieur des terres de Bornéo. Certaines espèces de musaraignes de Palawan, ainsi qu'une espèce rare de chauve-souris de Mindanao existent également à Célèbes. Sous les eaux, on rencontre une multitude de poissons communs à l'est de Sumatra, à l'ouest de Bornéo et au sud-ouest des Philippines. Enfin, de nombreux oiseaux originaires de Malaisie et de Bornéo viennent nicher à Palawan.
Il semble également qu'une passerelle terrestre, plus ancienne que les passages méridionaux, reliait jadis les Philippines à l'île de Taïwan, lorsque cette dernière était encore rattachée au continent asiatique. Les restes d'une espèce préhistorique d'éléphant nain, le stégodon, ont en effet été retrouvés à la fois à Taïwan et dans plusieurs régions des Philippines.

## Histoire

### Préhistoire
La vallée de Cagayan au nord et au centre de Luçon contient de nombreux outils préhistoriques de pierre qui témoignent de la présence d'hominidés chasseurs de grand gibier comme le stégodon (éléphant préhistorique), le rhinocéros, le crocodile, la tortue, le sanglier et le daim, certains de ces outils dateraient de 709 000 ans. Dans la grotte de Callao, sur l'île de Luzon, une potentielle espèce humaine a été trouvée, qui serait les ancêtres des négritos philippins[source insuffisante]. La grotte de Tabon, située sur l'île de Palawan, montre des traces d'installation qui remontent à plus de 30 500 ans ; ces chasseurs-cueilleurs utilisaient des éclats de silex comme outils. Sur Mindanao, ces outils préhistoriques sont en abondance, ce que le héros national José Rizal remarque lui-même dans les années 1880, grâce à ses nombreuses connaissances scientifiques et à ses contacts avec la communauté archéologique espagnole et allemande[réf. souhaitée].
Après la dernière ère glaciaire, le niveau de la mer s'élève d'environ 35 mètres submergeant ainsi l'isthme reliant les Philippines au continent, tout en donnant naissance aux mers peu profondes situées au nord de Bornéo.
Les flux de populations ne deviennent possibles que grâce à l'utilisation de pirogues de type prao, construites à partir de troncs d'arbres évidés avec des herminettes. Il y a 5 000 ans, des habitants du littoral de la Chine du Sud, cultivateurs de millet et de riz, commencent à traverser le détroit pour s'installer à Taiwan. Vers 2000 av. J.-C., des migrations ont lieu de Taiwan vers les Philippines. De nouvelles migrations commencent bientôt des Philippines vers Célèbes et Timor et de là, les autres îles de l'archipel indonésien. Vers 1500 av. J.-C., un autre mouvement mène des Philippines en Nouvelle-Guinée et au-delà, les îles du Pacifique. Les Austronésiens sont sans doute les premiers navigateurs de l'histoire de l'humanité. De nos jours, le mot en philippin qui désigne village — barangay — a une étymologie proche du mot barco (bateau en espagnol).

#### Peuples de la mer
La mer de Chine méridionale possède des courants qui tournent dans le sens inverse des aiguilles d'une montre. De fait, lors de la mousson du sud-ouest, entre juin et septembre, la navigation à partir des côtes ouest des Philippines jusqu'au nord de la mer de Chine méridionale se trouve simplifiée. Lors de la mousson de nord-est, de décembre à février, c'est la navigation entre la mer de Chine méridionale et le Viêt Nam qui devient plus facile. À partir du Viêt Nam, les navigateurs peuvent ainsi voyager vers l'est le long des latitudes 11 et 14 degrés, à destination de Palawan ou Mindoro, dans des bateaux à faible tirant d'eau.
Les zones d'habitation sont choisies pour leurs ressources en eau douce, mais comme la terre est abondante, le commerce avec les autres peuples de la mer fournit un support aux échanges culturels et religieux.

#### Jarres enterrées
Le fait d'enterrer des jarres est une coutume pratiquée du Sri Lanka jusqu'à la plaine de Jarres du Laos mais aussi au Japon. On retrouve également des traces de ces pratiques dans les grottes de Tabon, à Palawan. Un exemple d'une telle jarre, utilisée comme urne funéraire lors de funérailles secondaires, est conservé au Musée National des Philippines. Ce trésor national est une jarre dont le couvercle est surmonté par deux figures, l'une représentant le défunt avec les bras croisés et les mains touchant les épaules, l'autre représentant un timonier. Tous deux sont assis dans un prao dont le mât est absent. À cette période, les rites funèbres secondaires sont pratiqués dans toutes les Philippines : les os sont enterrés une seconde fois, et certains dans des jarres prévues à cet effet. Soixante-dix-huit poteries en terre cuite à vocation funéraire ont également été retrouvées dans la grotte de Manunggul, à Palawan.

#### Troc et échanges
Une pièce de musée — une herminette de cérémonie en jade, de près de 7 cm de long et d'une remarquable qualité pour un outil primitif — est un indice sur les sources de richesse des Philippines. Mais on ignore exactement ce que ces peuples de navigateurs échangeaient à part peut-être du jade et de l'or.
Au début, les objets les plus prisés sont les jarres, symbole de richesse dans toute l'Asie du Sud, puis par la suite, le métal, le tabac et le sel. Ceux-ci sont échangés contre du cuir, des cornes de rhinocéros, des becs de calao, de la cire d'abeille, des nids d'oiseaux, de la résine.

### Commerce maritime asiatique
Depuis le IIIe siècle, les peuples des Philippines sont en contact avec les autres peuples d'Asie du Sud-Est, en particulier d'Indochine, Bornéo et Sumatra. Avec l'avènement de la dynastie Ming, ils passent dans la sphère d'influence chinoise. C'est la thalassocratie ou gouvernance des côtes qui prévaut.

### Histoire préhispanique

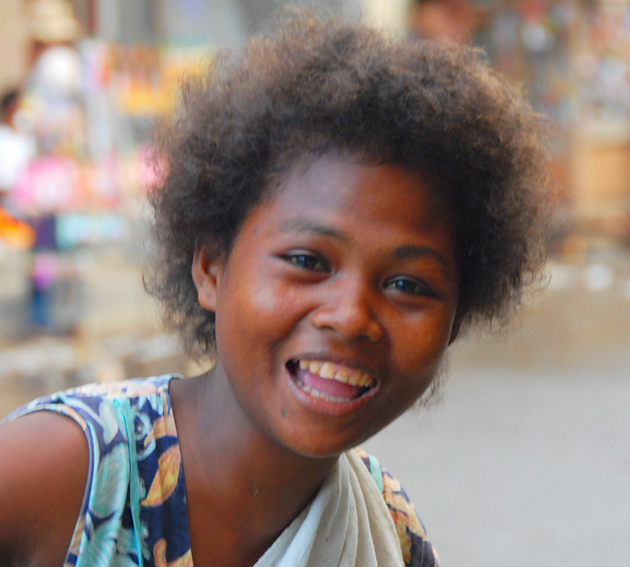
Jeune fille atie, originaire de l'île de Panay.

Les Négritos, dont une population subsiste encore aux Philippines ainsi qu'en Indonésie, ont été considérés comme les premiers habitants des Philippines. Originaires du sud-est de l'Asie, ils auraient atteint l'archipel en franchissant des isthmes formés au cours de la dernière période glaciaire par l'abaissement du niveau de la mer. Toutefois, les découvertes archéologiques des dernières décennies mettent en évidence la présence d'un groupe antérieur aux Négritos.[réf. nécessaire].
Des fouilles effectuées dans la vallée de Cagayan ont mis au jour les restes fossilisés d'animaux accompagnés d'outils. Il existait donc une espèce humaine, peut-être aussi ancienne que l'Homme de Pékin et l'Homme de Java, bien avant l'arrivée des Négritos. Cependant, à ce jour, aucun ossement humain n'y a été exhumé. Les plus anciens restes humains connus sont ceux de l'homme de Tabon (environ 22 000 ans av. J.-C., découvert en 1962 dans la grotte de Tabon, au nord de l'île de Palawan. Dans cette grotte, située dans une falaise face à la mer de Chine méridionale, on a retrouvé un crâne fossilisé, d'autres ossements humains et d'animaux (oiseaux, chauves-souris) et des outils en pierre taillée par éclats qui remonteraient à la fin du Pléistocène. Les Négritos auraient donc succédé à ce groupe avant qu'eux-mêmes ne soient repoussés vers les montagnes par les migrations indonésiennes (VIIIe-IIIe millénaire av. J.-C.) puis malaises (IIe siècle av. J.-C. – XIIIe siècle ap. J.-C.).
Jusque vers l'an 1000 de l’ère chrétienne, les Philippines possédaient une population organisée en tribus dispersées, sédentarisées pour la plupart dans de petits villages isolés ou vivant une existence semi-nomade dans les régions montagneuses de l'intérieur. Ces tribus tiraient leur subsistance de la culture de riz et de la pêche, ou, pour les nomades, de la chasse, de la cueillette et de la culture sur brûlis. Des immigrés malais importèrent le fer et le tissage.
Les contacts de ces peuplades avec le monde extérieur, jusqu'alors très réduits, se multiplièrent à partir de l'an 1000, avec l'arrivée de plus en plus fréquente de marchands chinois, indiens, arabes et indonésiens qui troquaient céramiques, textiles, métaux et certainement toutes sortes de verroteries contre des perles, du corail, de l'or, du riz et du poisson séché. Les Chinois, qui avaient établi des échanges commerciaux dès le IXe siècle, installèrent des communautés permanentes au XIIe siècle. Les Philippines passèrent ensuite sous la domination des royaumes maritimes indo-malais de Sri Vijaya, sur l'île de Sumatra, puis de Majapahit, sur l’île de Java. Les musulmans sont arrivés aux Philippines dans l'archipel Sulu dès le début des années 1300. Tout au long du XIVe siècle, plusieurs vagues d'immigration malaise diffusèrent l'islam plus largement, à partir des îles de Sulu, jusqu'à Mindanao, pour arriver plus au nord, à Luçon et dans les Visayas.
Un document pourrait renverser les théories admises pour l'histoire des Philippines. Il s'agit d'une plaque de cuivre découverte en 1989 dans la baie de Laguna près de Manille, et qu'on a baptisée « Laguna copperplate ». Écrite dans un alphabet similaire à celui des inscriptions javanaises de la même époque, elle porte la date de 822 de l'ère Saka, soit 900 apr. J.-C. Elle présente les particularités suivantes par rapport aux inscriptions de Java :
- On n'y trouve pas de mention du roi Balitung, qui régnait sur le centre de Java à l'époque (899-910).
- La langue utilisée est un mélange de sanskrit, de vieux-javanais, de vieux-malais et de vieux-tagalog[21].
- L'inscription semble avoir été martelée dans le cuivre, alors qu'à Java, on écrivait alors sur le cuivre chauffé.

L'archipel de Sulu dans le sud des Philippines se trouve sur une route maritime qui va de la Chine aux Moluques. Le commerce avec les marchands chinois fait sa prospérité. Le royaume de Sulu est sans doute fondé à la fin du XIVe siècle.

### Colonisation espagnole

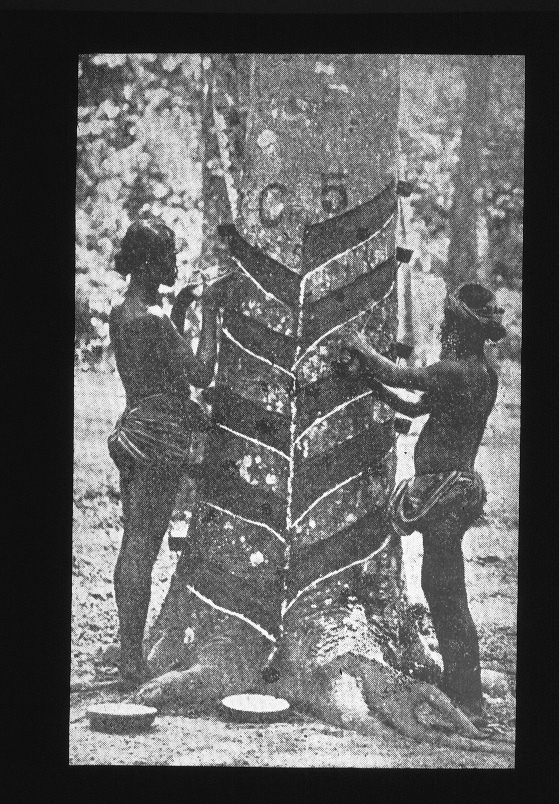
Récolte de la sève de l'hévéa dans une plantation des Philippines, archives historiques du National Museum of Health and Medicine.

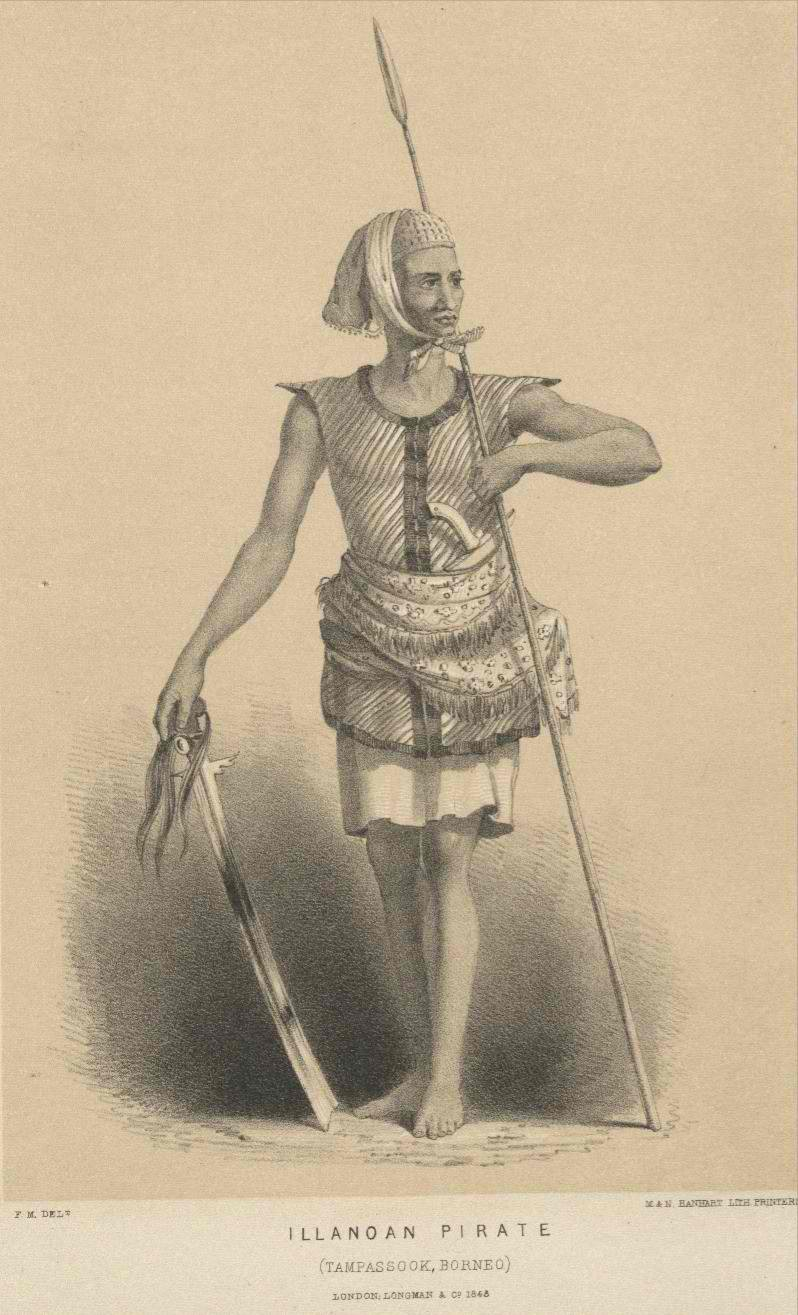
Pirate iranun (XIXe siècle).

Fernand de Magellan (Fernão de Magalhães), explorateur portugais voyageant pour le compte de l'Espagne, est le premier Européen à arriver aux Philippines, le 16 mars 1521. Il y est tué le 27 avril sur l'Île de Mactan. Les îles ont été nommées ainsi en l'honneur de l'infant d'Espagne, futur roi Philippe II, par Ruy López de Villalobos peu après leur découverte. L'archipel est entré dans l'empire colonial espagnol à partir de 1565 avec la conquête officielle par Miguel López de Legazpi qui fonde Manille en 1571. La conquête est longue, la communauté espagnole reste réduite et réside principalement à Manille.
En 1578, l'Espagne lance une expédition contre le sultanat de Sulu. Sulu réplique en pillant les villes côtières des Visayas et Luzon, dominées par les Espagnols. Le gouvernement colonial envoie au moins cinq expéditions punitives contre Sulu. En 1638, il occupe la capitale, Jolo, et y laisse une garnison. En 1646, cette garnison est rappelée à Manille et Sulu est abandonnée.
En 1611, la première institution d'enseignement espagnole des Philippines, mais aussi d'Asie, est fondée : c'est une fondation de l'ordre des dominicains qui prend d'abord le nom de Colegio de Nuestra Señora del Santísimo Rosario, puis Colegio Santo Tomás. Elle obtient du pape le titre d'université en 1645. Aujourd'hui l'Université de Santo Tomas, université pontificale et royale, est l'une des plus grandes universités du monde avec 33 000 étudiants.
Manille et son port, Cavite, deviennent rapidement un centre d'échanges commerciaux entre l'Asie et l'Amérique espagnole. Le Galion de Manille qui part d'Acapulco au Mexique transporte l'argent américain destiné à acheter des biens chinois ou japonais. Ces derniers sont au retour transportés à Acapulco, puis vendus sur tous les marchés d'Amérique : les soies et les porcelaines chinoises, les paravents (biombos) et autres objets laqués, se trouvent à Mexico, Guadalajara, Lima, etc..
Ce territoire sud-asiatique constitue pour les Castillans une tête de pont pour l'évangélisation de la Chine et du Japon. Le premier saint philippin, Lorenzo Ruiz, est d'ailleurs un Indio (terme colonial espagnol : indigène des Philippines) emmené avec lui par saint François-Xavier. Si l'objectif religieux a échoué à la suite des réactions, négatives pour le moins, des empires chinois et japonais envers la présence chrétienne, l'Église a été rapidement investie aux Philippines, par les monarques espagnols, de pouvoirs étendus (justice, ordre public, collecte des impôts). C'est ce que les historiens philippins évoquent par le vocable de friocracy ou friarocracy, le règne des frères des ordres religieux.
De fait, jusqu'au début du XIXe siècle, l'autorité officielle dans l'archipel a été exercée depuis le lointain Mexique, où résidait le vice-roi chargé des Philippines. Éloignement de Mexico, éloignement de Madrid : l'influence de l'Église n'en a été que plus forte, avec un certain nombre de conséquences encore visibles aujourd'hui : un chapelet d'édifices religieux uniques en Asie (et dans le monde, si l'on songe à l'architecture typique des églises philippines) ; une économie dominée par l'importance de la propriété immobilière : lorsque les ordres religieux se sont séparés de leurs biens après l'indépendance de 1898, ils les ont vendus à quelques grandes familles blanches ou métisses (ilustrados) toujours puissantes ; une culture à la fois relativement non-violente et conservatrice sur le plan du contrôle des naissances, notamment. Le professeur Teodoro A. Agoncillo, auteur d'une History of the Filipino people (8e éd. 1990) dépeint le phénomène d'amalgamation of Church and State. La mainmise des pouvoirs religieux est finement décrite et analysée dans les romans de José Rizal (1861–1896).
Dans les années 1840, l'intérêt des puissances coloniales pour Sulu s'accroît. Le gouvernement colonial espagnol occupe de nouveau Jolo en 1851. Le sultanat s'étendait sur l'archipel de Sulu et la côte nord-est de Bornéo (soit l'est de l'actuel Sabah en Malaisie). En 1877, le sultan, qui s'était réfugié sur une autre île, donne ses possessions de Bornéo en bail à la British North Borneo Chartered Company. Après une longue résistance, Sulu accepte de devenir vassal de l'Espagne en 1878. L'Espagne évacue Sulu en 1899.
En 1889, les Philippines sont encore le quatrième exportateur mondial de café (16 millions de livres, environ 32 000 tonnes), mais leur production est entièrement rayée de la carte entre 1889 et 1892 par la rouille du caféier.
À la fin du XIXe siècle s'est développé un mouvement des intellectuels ilustrados demandant des réformes sociales comme l'égalité entre les Espagnols et les Philippins, ou la représentation politique des Philippines au parlement espagnol (Cortes). Un des ilustrados fut le médecin et écrivain José Rizal. Chirurgien ophtalmologue formé en Europe (Espagne, France et Allemagne) et polyglotte, il nourrit son projet de réformes d'une conception inspirée par ses lectures de Don Quichotte. Surnommé le Don Quichotte des Philippines, et accusé à tort de souternir la violence de la révolution philippine, il est fusillé par les autorités espagnoles en 1896, âgé de 35 ans. Il devient aussitôt un martyr national, ce qui renforce la résistance au régime colonial,.

### Colonisation américaine

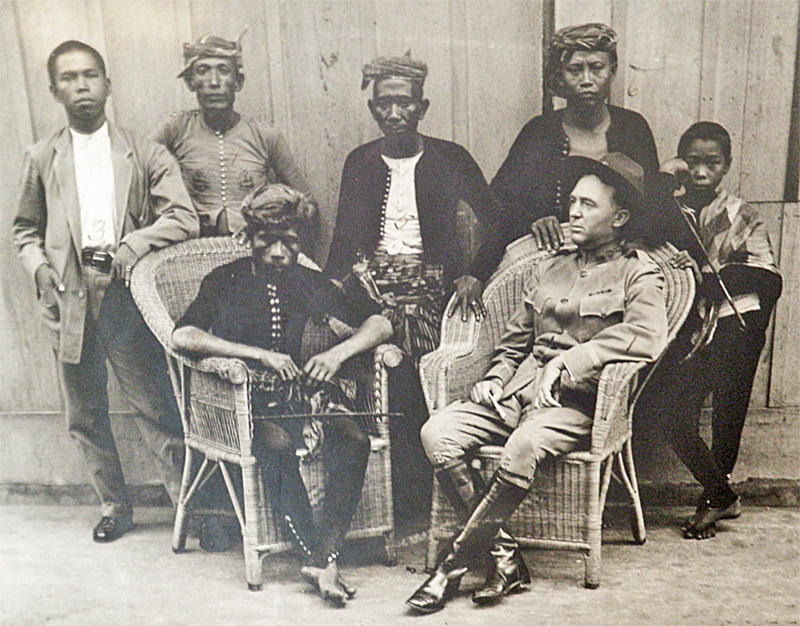
Datu Amil ou Ali, leader influent des Tausūg avec le capitaine W.O. Reed, du 6e régiment américain de cavalerie durant la rébellion des Moros.

Dans un premier temps, les États-Unis encouragent le mouvement d'indépendance, et se décident à intervenir militairement aux Philippines en 1898 (guerre hispano-américaine). Le 10 décembre 1898, le traité de Paris met fin au conflit, contraignant l'Espagne à vendre les Philippines aux États-Unis pour 20 millions de dollars.
Mais le 4 février 1899, une nouvelle guerre oppose les indépendantistes philippins aux États-Unis (guerre américano-philippine). Entre 200 000 et 1 million de civils sont tués pendant la guerre, en grande majorité à cause du choléra. La plupart des historiens estiment entre 200 000 et 250 000 morts,,. Pendant la guerre, les Philippins opposent une forte résistance ; de nombreux massacres sont commis par des Américains, comme le massacre de Balangiga et de l'île de Samar organisé par le général Jacob Hurd Smith qui ordonne de tuer tous les Philippins de plus de 10 ans, comme illustré par un journal de New York le 5 mai 1902. La torture par l'eau (water cure) était appliquée pour faire parler les Philippins faits prisonniers,.
Commence alors une période intensive de déshispanisation au profit d'une anglicisation de la culture.
En 1935, les États-Unis accordent au Commonwealth des Philippines un statut de semi-autonomie destiné à accompagner le pays vers son indépendance. À partir de cette date, un président élu les représente au niveau international. Le premier est Manuel Quezón, qui a donné son nom à l'une des villes de l'agglomération de Manille, actuellement la plus grande ville du pays.
En 1937, sur proposition du National Language Institute, le président Quezon fait du tagalog, le dialecte parlé autour de la capitale et de la rivière Pasig, la langue nationale. Cinquante ans plus tard, la Constitution de 1987 (article XIV, section 6) précise que la langue nationale est le philippin, notion plus large que le tagalog. L'anglais a néanmoins sa place : « for purposes of communication and instruction, the official languages [à distinguer de national language, langue nationale] are Filipino and English » (article XIV, section 7).

### Occupation japonaise
En 1942, lors de la Seconde Guerre mondiale, le pays passe sous occupation japonaise, les mouvements de résistance sont très actifs et la répression japonaise féroce. Les forces d'occupation commettent de nombreuses atrocités dont la marche de la mort de Bataan (environ 20 000 morts) et le massacre de Manille en février 1945, où plus de 100 000 civils trouvent la mort. Le général Douglas MacArthur, qui ne réussit pas à repousser l'invasion initiale et doit fuir en Australie en abandonnant ses hommes, prend sa revanche en 1944-1945 et libère l'archipel.

### Après-guerre
Le pays obtient son indépendance le 4 juillet 1946 avec la signature du traité de Manille, qui entre officiellement en vigueur le 22 octobre de la même année.
Entre 1948 et 1954 principalement, le Hukbalahap, insurrection paysanne d'inspiration communiste, combat le gouvernement philippin et les milices des grands propriétaires terriens. En mars 1948, le Parti communiste et Hukbalahap sont déclarés hors-la-loi. Le nombre de militants, estimé à 15 000, recule nettement à partir de 1954 après des offensives gouvernementales. Le gouvernement philippin eut recours à des unités spécialisées dans la contre-insurrection, qui propagèrent la terreur parmi les populations civiles des régions rurales soupçonnées de sympathie pour la rébellion. Avec l'aide militaire des États-Unis, notamment en matière d'action psychologique, le gouvernement parvint à affaiblir le mouvement qui disparut dans les années 1960.
À l'issue de la guerre, les Philippines sont malgré tout l'un des pays les plus développés d'Asie.[réf. nécessaire] Par la suite, le développement prend du retard à cause d'une faible croissance économique, d'une démographie galopante et d'un fort taux de corruption. La classe politique est composée d’hommes souvent compromis avec les Japonais – à commencer par Manuel Roxas qui est élu Président en avril 1946. Au contraire, les députés issus de la résistance à l'occupation japonaise sont interdits de siéger au Congrès afin de garantir une majorité nécessaire à l’adoption, durant l’été 1946, d’un amendement constitutionnel indispensable à l’application d’une loi favorable aux intérêts économiques américains.
Dans les régions rurales, les grands propriétaires font cultiver leurs exploitations par des métayers aux conditions de vie misérables. Ils prélèvent une part considérable des récoltes – la moitié en général – et deviennent souvent les créanciers de ces paysans lourdement endettés. Les contentieux entre propriétaires et paysans sont fréquents, et les autorités les tranchent avec une partialité qui exaspère un peu plus ces derniers.

### Dictature de Marcos
La vision du « Kilusang Bagong Lipunan » (Mouvement Nouvelle Société), prônée par Ferdinand Marcos, est similaire à l’Ordre Nouveau imposé en Indonésie par Suharto. Le mouvement incite la société à travailler pour le but commun du pauvre comme du privilégié, et à atteindre la libération des Filipinos par leurs propres efforts (self-realization). Marcos s’empare d'entreprises appartenant à des dynasties familiales pour les redistribuer à des personnes en affaires depuis peu de temps. Par une réforme agraire, il saisit aussi des terres pour les redistribuer à des paysans locaux. On constate cependant que les redistributions faites dans le cadre du Bagong Lipunan profitent en général aux proches du président Marcos. Tout au long de la période de loi martiale, ses proches ont aussi bénéficié d’avantages politiques considérables.
Cette politique est poursuivie, et face à la contestation de son pouvoir, la loi martiale est décrétée le 23 septembre 1972 au nom de la lutte contre le communisme. Quelque 70 000 opposants sont emprisonnés, 34 000 sont torturés et au moins 3 200 trouvent la mort,. Le mauvais bilan économique et la répression hantent encore les esprits .

### Après Marcos
Au cours des années de pouvoir de Marcos, son régime a sombré dans la corruption et la mauvaise gestion de ses proches. Le point culminant fut l'assassinat de Benigno Aquino. Marcos peut être considéré comme un modèle en ce qui a trait au détournement de fonds : il aurait détourné des milliards de dollars du Trésor philippin. Il s'est aussi rendu célèbre pour son népotisme, employant sa famille et ses amis aux postes clé de son gouvernement.
Sa santé au cours de son 3e mandat était fragile et il fut souvent absent plusieurs semaines pour traitement. Il n'était pas vraiment remplacé pendant ces absences. Considérant les troubles politiques, plusieurs personnes se sont demandé s’il était toujours en mesure de gouverner. Dans ce contexte, l'assassinat d'Aquino en 1983 constitue l’élément déclencheur de la chute de Marcos.
En 1986, Marcos déclencha des élections et se représenta avec Arturo Tolentino (en) comme vice-président. L'opposition était alors unie derrière la veuve d'Aquino, Corazon Aquino et Salvador Laurel (en) comme vice-président. À la suite des élections, Marcos et Aquino se déclarèrent tous deux vainqueurs. L’élection a été généralement entachée de fraudes de la part des deux partis. Avec le support de l'armée (commandée par Juan Ponce Enrile, ancien ministre de la Défense et Fidel Ramos, ancien général sous Marcos), du mouvement Lakas ng Bayan (en)(Parti démocrate philippin - Pouvoir populaire) et des mécontents de tous les secteurs, le scrutin est dénoncé comme frauduleux par l'Église qui en répand rapidement la nouvelle, l'élément moteur étant l’évêque catholique Francisco Claver. Rapidement, la résistance s'organise dans un premier temps pour valider ou non le scrutin par une surveillance accrue par des bénévoles. Ensuite, les opposants refusent de payer leurs factures, leurs impôts. Une radio libre est ouverte. Le ministre de la Défense, le général Ramos et ses hommes se joignent à la contestation le 22 février 1986. Le cardinal Jaime Sin les soutient ouvertement et lance un appel sur la radio du diocèse de Manille afin de protéger les nouveaux insurgés. Spontanément, une foule de dizaines de milliers de personnes munie de foulards jaunes bloquent les accès à la caserne où se sont réfugiés Ramos et ses hommes. Dès le lendemain des chars arrivent devant la foule qui ne bouge pas. Des religieuses se mettent à genoux devant les tanks, les jeunes filles offrent des bouquets de fleurs aux militaires. Lorsque les militaires reculent, la foule est de 2 millions de personnes. Le 25 février, le général Fabian Ver veut faire tirer sur le peuple mais le général Marcos refuse et part en exil.
Marcos et son épouse, Imelda Marcos, partirent en exil à Hawaï et ont par la suite été accusés de détournement de fonds par les États-Unis. Marcos est mort à Honolulu (Hawaï) en 1989. Il fut enterré dans un mausolée privé au temple Byodo-In sur l'île d'Oahu, visité quotidiennement par sa famille et ses amis. Ses derniers hommes forts sont maintenant enterrés dans une crypte réfrigérée à Ilocos Norte, où son fils, Bongbong Marcos, et sa fille, Imee, sont respectivement devenus depuis gouverneur local et représentante du gouvernement. Imelda Marcos fut acquittée en 1990 du chef de détournement de fonds par les États-Unis, mais fut condamnée pour corruption lors d’un procès aux Philippines en 1995.

### Présidence de Corazon Aquino (1986 - 1992)
Comme les autres pays asiatiques, les Philippines ont bénéficié au début des années 1990 d'un afflux massif de capitaux étrangers qui se retirent ensuite, déstabilisant la monnaie puis l'économie des pays.
Un accord est conclu en 1990 entre le nouveau gouvernement philippin et les États-Unis concernant le maintien des bases militaires américaines.

### Présidence de Fidel V. Ramos (1992 - 1998)
En 1992, le président Fidel V. Ramos, ancien ministre de la Défense du dictateur Ferdinand Marcos, constitue un gouvernement proche des milieux d'affaires, qui se rend rapidement impopulaire. Un accord conclu avec les banques à Londres met fin à une crise de l'endettement qui remontait au début des années 1980.
En 1996, les participants au forum de la Coopération économique pour l'Asie-Pacifique, qui se tient à Manille, décident de préparer la mise en place d'une vaste zone de libre-échange pour l'an 2000. Les États-Unis sont les principaux bénéficiaires de cet accord en obtenant notamment la suppression des tarifs douaniers sur le secteur des technologies de l'information.

### Présidence de Gloria Macapagal-Arroyo (2001 - 2010)
Des émeutes font six morts à Manille en mai 2001. La présidente Gloria Macapagal-Arroyo dénonce une tentative de coup d’État mettant en cause des partisans de l'ancien président Joseph Estrada, emprisonné pour corruption. En mars 2003, l'approbation inconditionnelle par le gouvernement philippin de l'invasion de l'Irak par les États-Unis témoignent du resserrement des liens entre les deux gouvernements. Les Philippines reçoivent peu après le statut d'allié majeur non-membre de l'OTAN. En 2005, la présidente Arroyo, accusée de fraude électorale lors de l'élection présidentielle de 2004, est de plus en plus contestée. Dix ministres démissionnent et réclament son départ ; le Parti libéral, allié clé de la coalition gouvernementale, annonce son intention de soutenir la procédure de destitution. Des manifestations rassemblent régulièrement des dizaines de milliers de personnes dans les rues de la capitale pour protester contre le gouvernement. En février 2006; des militaires, des policiers et des opposants politiques sont incarcérés, accusés d'avoir préparé un coup d'État.
Jusqu'en 2010, la croissance y est modérée par rapport aux pays voisins du Sud-Est asiatique, essentiellement portée par les contributions d'une importante population de travailleurs émigrés (2,2 millions en 2019), les OFW (Oversea Filipino Workers, souvent installés à Hong-Kong, à Singapour, dans les pays du golfe Persique, mais aussi aux États-Unis et en Europe) ainsi que par les investissements directs étrangers. Ces investissements ont lieu dans les secteurs des technologies de l'information et de la communication (NTIC), mais aussi dans les secteurs qui demandent une main-d'œuvre à faible coût.
Le sud du pays, en particulier l'île de Mindanao, connaît une crise politique due à des mouvements séparatistes musulmans comme Abou Sayyaf et le Front Moro islamique de libération, s'opposant depuis les années 1970 au pouvoir de Manille, très proche de l'Église catholique.

### Présidence de Benigno Aquino III (2010 - 2016)
En octobre 2012, mettant fin à 40 ans de guerrilla, Benigno Aquino conclut un accord de paix avec le Moro Islamic Liberation Front (MILF), promettant une notable autonomie à la région musulmane au sud de Mindanao. En novembre 2013, le typhon Haiyan fait 8 000 morts et 800 000 personnes sans logement, et la population se plaint de secours trop lents.
La croissance économique est forte, mais le taux de chômage reste élevé, et l'opposition blâme la répartition inéquitable des bénéfices, qui vont aux classes déjà aisées. Quant à la Mer de Chine méridionale, Aquino a demandé un jugement de la Cour permanente d'arbitrage à La Haye, puisque la Chine réclame la propriété d'un récif, bien que situé dans les eaux territoriales philippines. La Cour rejette la revendication de la Chine et estime que les actions de la Chine violent la souveraineté philippine.

### Présidence de Rodrigo Duterte (2016 - 2022)
Le mandat de Rodrigo Duterte à la présidence a été marqué par la guerre contre la drogue aux Philippines, par des exécutions extrajudiciaires, des exécutions sommaires par la police, de milliers de trafiquants de drogue présumés et d'innocents, et par l'emprisonnement d'opposants (comme Leila de Lima) ou des menaces de faire tuer les évêques catholiques (comme Pablo David, l'évêque de Caloocan) considérés comme terroristes. Un rapprochement avec la Chine s'est également opéré. L'arrivée au pouvoir de son successeur, Ferdinand Marcos Jr, en 2022, conduit à un rapprochement avec les États-Unis qui bénéficient toujours de cinq bases militaires dans le pays.

### Présidence de Ferdinand Marcos Jr (2022 - ....)
En mars 2023, au Conseil des droits de l’homme des Nations unies à Genève, le Conseil national des Églises des Philippines a exprimé sa profonde inquiétude face aux violations persistantes des droits humains aux Philippines: les exécutions sommaires se poursuivent (223 victimes depuis juillet 2022), comme des arrestations arbitraires de défenseurs des droits humains, de religieux, de travailleurs humanitaires, victimes de "red-tagging" (faussement étiquetés comme terroristes communistes). En février 2024, au procès des policiers ayant tué par erreur le jeune Jerhode Baltazar, un officiel du Département de la Justice (Department of Justice, DOJ) déclare que l'administration Marcos Jr soutient la famille de la victime, et n'a pas la même position, quant aux exécutions extrajudiciaires, que le gouvernement antérieur.
Des évêques défendent des peuples autochtones comme le peuple Ati (île de Boracay) et leur droit à leur terre, convoitée par des promoteurs immobiliers et touristiques.

## Politique
Les Philippines obtiennent une indépendance presque totale par la loi Tydings-McDuffy du 24 mars 1934. Le premier président est élu en 1935, mais la république des Philippines obtient son indépendance totale en 1946. Le système gouvernemental est inspiré de celui des États-Unis. La constitution de 1987, adoptée sous le régime de Corazon Aquino, rétablit un système présidentiel avec un pouvoir législatif bicaméral et un pouvoir judiciaire indépendant.
Les élites politiques et économiques sont les mêmes depuis près d'un siècle. Dans les années 2010, 80 % des membres du Congrès philippin sont issus de dynasties politiques. Une soixantaine de familles possèdent l'essentiel du pouvoir politique. Les campagnes électorales reposent largement sur des méthodes clientélistes. Le politologue Benito Lim (Université Ateneo de Manila, École de sciences sociales) observe que « pour devenir un homme politique de premier plan, il est indispensable de disposer d’importantes ressources financières. Car chaque déplacement électoral implique de passer par une personnalité politique locale capable de rassembler des soutiens ».
Les Philippines ont été considérées en 2018 comme l'État le plus dangereux au monde pour les militants écologistes, selon un rapport de l'ONG Global Witness. Cette année-là, 30 militants ont été assassinés à travers le pays.

### Pouvoir exécutif
Le président, élu au suffrage populaire pour un mandat de six ans, cumule les charges de chef de l'État et du gouvernement, ainsi que commandant en chef des forces armées. Il nomme et peut démettre les ministres. Il ne peut pas se représenter pour un nouveau mandat, sauf dans le cadre d’une succession constitutionnelle et s’il est en poste depuis moins de quatre ans. Le vice-président est également élu au suffrage universel. Bien que ce ne soit pas toujours le cas, il fait généralement partie du cabinet présidentiel.

### Pouvoir législatif
Le parlement philippin est composé de deux chambres : le Sénat et la Chambre des représentants. Les membres des deux chambres sont élus au suffrage universel. Le Sénat compte 24 membres élus sans circonscriptions pour un mandat de six ans. Ils peuvent se représenter une fois. La Chambre des représentants compte 304 membres, dont 243 sont élus par le peuple dans des circonscriptions à siège unique. Les 61 membres restant sont élus selon un système complexe de listes présentées par les partis. Tous sont élus pour un mandat de trois ans et peuvent se représenter deux fois consécutivement. Si un ou plusieurs sièges sont vacants en cours de législature, la Chambre peut décider d’organiser une élection partielle. Les candidats élus siègent alors jusqu'à la fin de la législature, ce qui est décompté comme un mandat complet.

### Pouvoir judiciaire
La Cour suprême est la plus haute instance judiciaire des Philippines. Le président dit Chief Justice et 14 juges dits Associate Justices sont nommés par le président sur recommandation du Conseil judiciaire.
Voir aussi : Constitution des États-Unis qui a largement inspiré la constitution des Philippines.

### Relations internationales

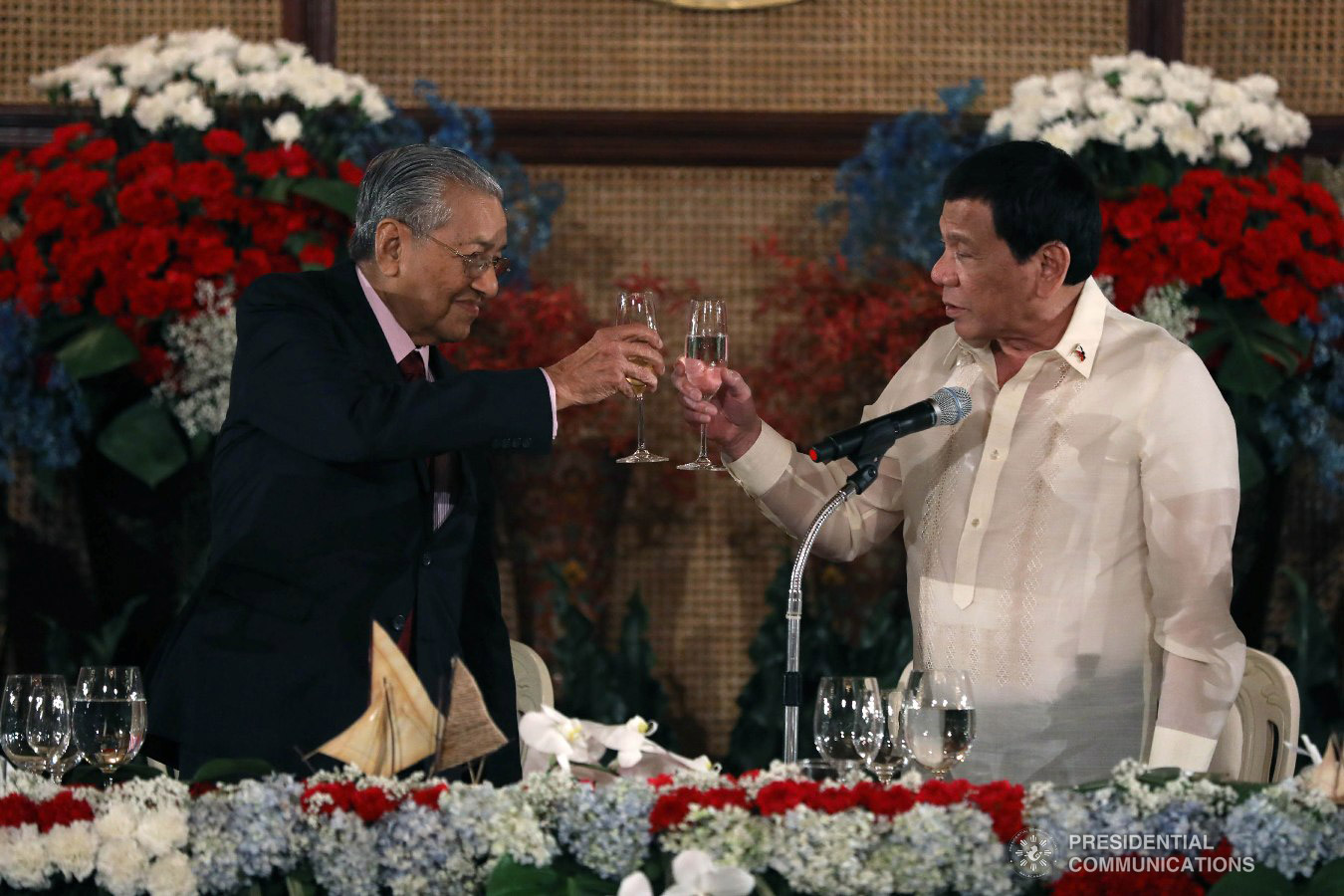
Le président des Philippines Rodrigo Duterte et le Premier ministre malaisien Mahathir Mohamad en 2019.

La république des Philippines est membre fondateur de l'ASEAN (Association of Southeast Asian Nations). C'est également un participant actif de l'APEC (Coopération économique pour l'Asie-Pacifique), un membre du G-24 et l'un des 51 États fondateurs des Nations unies le 24 octobre 1945. Les Philippines sont pour le moment en conflit avec Taïwan, la Chine, et la Malaisie à propos des îles Spratleys, riches en hydrocarbures, ainsi qu'avec la Malaisie à propos de l'État de Sabah. Le fait que le sultanat de Sulu (qui a reçu ce territoire en 1703 du sultan de Brunei) appartenait aux Philippines est à l'origine de la revendication actuelle des Philippines.

## Subdivisions administratives

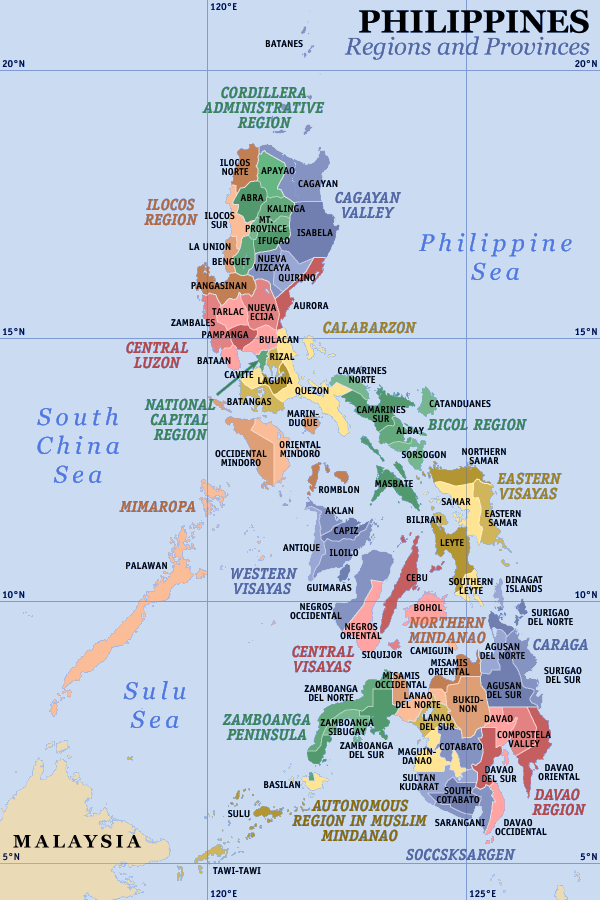
Carte des régions et provinces philippines.

Les Philippines sont divisées en une hiérarchie d’unités locales de gouvernement (Local Government Units, LGU), la province (lalawigan en philippin) étant la subdivision de base. En 2002, il y a 79 provinces dans le pays, regroupées en 17 régions (rehiyon). Les provinces sont subdivisées en villes et municipalités, qui elles-mêmes sont composées de barangays. Le barangay est la plus petite LGU.
Les régions sont généralement organisées de manière à regrouper des provinces ayant les mêmes caractéristiques culturelles et ethnologiques.
Les provinces sont regroupées en régions pour des raisons de commodité administrative. La plupart des administrations gouvernementales possèdent des bureaux au niveau régional, habituellement dans la ville ayant le statut de capitale régionale.
Les régions elles-mêmes ne possèdent pas d'organe gouvernant distinct, à l'exception de la Région autonome musulmane Bangsamoro.
En 2002, les Philippines comptent 17 régions. Les régions sont géographiquement combinées en trois groupes d'îles: Luçon, les Visayas et Mindanao.

### Villes
- Capitale: Manille (1,7 million d'habitants en 2015)
- Régions métropolitaines: Metro Manila (avec 12,8 % de la population philippine[69]), Metro Cebu, Metro Davao
- Autres villes principales: Cebu, Davao, Quezon City, Zamboanga, Cagayan de Oro, Bacolod City, Iloílo, Ángeles, General Santos, Batangas

## Population et société

### Démographie
Les habitants des Philippines sont les Philippins et les Philippines.

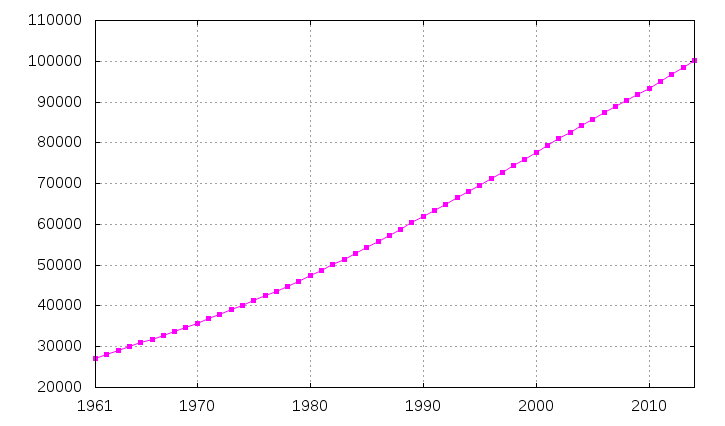
Évolution de la démographie entre 1961 et 2013 (chiffre de la FAO, 2005). Population en milliers d'habitants.

En 2023, la population des Philippines est estimée à environ 116 434 200 habitants.
Le taux de pauvreté est en baisse depuis 2015. Il est passé de 23,3 % cette année là à 16,6 % en 2018. En 2021, les statistiques du gouvernement mentionnent un taux de pauvreté de 18.1%.
L'espérance de vie totale y est de 70,8 ans. Pour les hommes, elle est de 67,89 ans et pour les femmes de 75,9 ans. Concernant le taux de natalité, on y retrouve 24,07 naissances par 1 000 habitants et pour le taux de mortalité, 5,32 décès par 1 000 habitants.
L'indicateur de fécondité est de 1,9 enfants par femme de 15 à 49 ans (2022). Le nombre de femmes alphabétisées est élevé : 98,8 %, comme le nombre de femmes ayant fait des études secondaires ou supérieures : 90,2 %. Le pays est classé dans les 10 meilleurs du Global Gender Gap Report. Or on sait que l'éducation des femmes est une condition du développement.
Les Chinois philippins sont les plus nombreux, avec deux millions de Chinois « purs » de personnes et les métis chino-philippins représentent 20 % de la population, une enquête sur des échantillons de cimetières, les Philippins européens (Espagnol)
représentent 7 % de la population Philippines, alors que les Philippins latino-américains (Mexicain) représentent 12,7 % de la population, alors que 3% de la population étaient des Indiens-Philippins originaires d’Inde, pendant ce temps, 300 000 citoyens des États-Unis d'Amérique vivent aux Philippines, cependant, il y a également 250 000 Amérasiens d'origine mixte américaine et philippine aux Philippines.
Le pays a interdit en janvier 2022 le mariage pour les mineurs. Quiconque épouse une personne de moins de 18 ans sera passible de 12 ans de prison,

### Langues
Les Philippines ont deux langues officielles : le philippin et l'anglais. Environ 150 langues et dialectes restent utilisés dans l'ensemble du pays, la plupart appartenant à la famille des langues austronésiennes. 12 langues comptent plus d'un million de locuteurs et représentent à elles seules 94 % de la population. Chacune de ces langues possède sa propre aire géographique mais, au cours du XIXe siècle, la promotion du tagalog (futur philippin) et la forte émigration vers l'île principale de Luçon des populations des autres îles ont quelque peu modifié cette répartition traditionnelle.
Parmi ces langues, on compte :
- le cebuano, dont le nom indigène est binisaya. Langue de l'île de Cebu, il est parlé comme langue maternelle par 29 % de la population[86]. Il est aussi parlé sur certaines îles voisines comme Bohol, Negros oriental, en partie dans les îles de Leyte et de Samar et plus récemment sur Mindanao ;
- le tagalog (d'où provient le philippin, langue nationale) est parlé par 26 % de la population, principalement au sud de Luçon, dont Manille[86]. Il existe aussi des tagalophones à Luçon Central (dans les provinces de Bulacain et Aurora), et dans la région de Mimaropa (Mindoro Occidental et Oriental, Marinduque, Romblon et Palawan) ;
- l'ilocano, langue du nord de Luçon, est parlé par 10 % de la population[86]. Il est aussi parlé par certaines communautés à Palawan et à Mindanao (principalement dans la ville de General Santos). La plupart de cette population est immigrante ou descend d'immigrants de la région ilocanophone ;
- l'hiligaïnon ou illongo, langue des îles de Panay et de Negros, est parlé par 9 % de la population[86] ;
- le bicolano, langue de la péninsule de Bicol, au sud-est de Luçon, est parlé par 5 % de la population. C'est la langue philippine qui possède la plus grande diversité dialectale ;
- le waray-waray, langue de Samar et de l'est de Leyte, est parlé par 4 % de la population ;
- le pampangue et le pangasinan, langues du nord-ouest de Manille, sont parlés, respectivement, par 3 % et 2 % de la population ;
- le maranao et le maguindanao, langues de Mindanao, et le tausug, langue de l'île de Jolo, sont parlés chacune par environ 1,5 % de la population, populations exclusivement musulmanes[86].

Malgré la longue colonisation espagnole, l'usage du castillan est resté cantonné aux colonisateurs et aux ilustrados, une élite philippine restreinte qui a néanmoins permis l'émergence d'une littérature philippine en langue espagnole à la fin du XIXe siècle. Bien qu'étant l'une des deux langues officielles de la constitution de 1935, le castillan a été supplanté par l'anglais. Le chabacano, langue créole fortement teintée de castillan, reste une langue auxiliaire.
L'anglais, avec le philippin, est utilisé dans l'enseignement, dans l'administration centrale, dans le monde des affaires et dans de nombreux médias.
Quant au philippin, il progresse, mais on estime qu'au moins 20 % de la population ne le maîtrise pas correctement, obligeant le pays, suivant les régions, à pratiquer le bilinguisme ou le trilinguisme.

### Religions

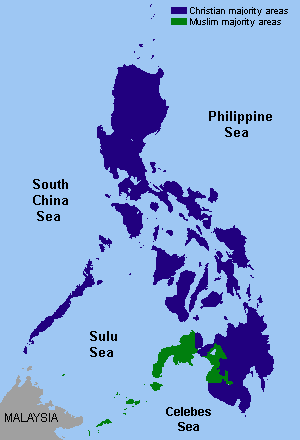
Les principales religions par province : en bleu le christianisme, en vert l'islam.

Le pays est à grande majorité catholique. Les Philippins sont très religieux et les services du dimanche et du vendredi sont très suivis. La Semaine sainte donne lieu à de grandes parades et à de réels crucifiements, pourtant condamnés par l'Église. Certaines personnes se font en effet attacher à des croix lors du vendredi saint afin de commémorer la crucifixion du Christ, et restent ainsi toute la journée. C'est un geste volontaire, exécuté souvent par les mêmes personnes qui y voient une manière de pénitence.
Selon le Pew Research Center, en 2010, 92,6 % des habitants des Philippines sont chrétiens, principalement catholiques (81 %) et dans une moindre mesure protestants (10,7 %), alors que 5,5 % de la population est musulmane, que 1,5 % pratique une religion populaire et que 0,4 % pratique une autre religion, dont 0,2 % perpétue les croyances autochtones animistes/chamanique.
Les Philippines sont le 3e pays qui compte le plus de catholiques au monde après le Brésil et le Mexique, et la 6e nation qui compte le plus de chrétiens au monde.
| Pays        | Population totale en 2015 | Pourcentage de catholiques | Nombre de catholiques |
| ----------- | ------------------------- | -------------------------- | --------------------- |
| Brésil      | 207 847 000               | 60 %                       | 124 708 200           |
| Mexique     | 127 000 000               | 81 %                       | 102 883 770           |
| Philippines | 100 699 000               | 81 %                       | 81 566 190            |

### Éducation - Population jeune
Aux Philippines, l'école est gratuite et obligatoire pour tous les enfants âgés de sept à douze ans (sauf écoles privées). Bien que le tagalog soit enseigné et que, dans les plus petites classes, des dialectes locaux soient en usage, l'anglais n'en demeure pas moins la première langue enseignée. L'influence de l'Espagne et de l’Église catholique a été prépondérante. L'Église possède encore plus de 400 établissements d'enseignement, dont plus d'une centaine d’universités ; deux universités revendiquent le titre de plus vieil établissement du pays : l'université de Santo Tomas (University of Santo Tomas) fondée en 1611 à Manille par des dominicains et l'université de San Carlos (University of San Carlos) établie en 1595 à Cebu par les jésuites. Cette empreinte hispanique et religieuse explique le fort taux d'alphabétisation qui s'élève à 97 %, alors qu'il est toujours inférieur à 90 % en Asie du Sud-Est.
50 % des Philippins ont moins de 23,2 ans, soit six ans de moins qu'en Indonésie ou au Vietnam (World By Map 2016). Le nombre de docteurs Ph.D est encore limité.

### Santé
Les dépenses pour la santé étaient à 4,45 % du PIB en 2017. Il y avait 127,5 médecins pour 100 000 personnes en 2010. Face à la pénurie mondiale d'infirmières, le personnel infirmier philippin est très apprécié, et attiré en Europe,, au Canada,, aux États-Unis,. En 2023, les Philippines souffrent à leur tour de pénurie,. La solution serait que les pays développés contribuent financièrement à la formation des infirmiers aux Philippines. En 2024, les infirmiers philippins sont attendus en Allemagne,,. Mais la langue allemande est difficile.
Le SIDA est en très forte augmentation.
Une étape importante de la réforme du système de santé est actée en février 2019 avec la mise en place de l'Universal Health Care (système de santé universel).

## Économie

### Perspectives générales
L’économie des Philippines repose essentiellement sur l’agriculture, un secteur qui reste peu compétitif par manque d’infrastructures, même si l’industrie s’est beaucoup développée depuis 1945.
Le secteur des services représente plus de la moitié du PIB et bénéficie du mouvement des délocalisations d’entreprises occidentales tels que les centres d’appel. La population philippine travaillant à l’étranger participe largement à l’économie nationale, puisqu’elle contribue à hauteur de 10 % environ à la formation du PIB. Le PIB par habitant est de 3 102 $ dollars américains en 2018.
Au début des années 2010, les Philippines ont commencé à enregistrer une forte croissance. Alors que les champions asiatiques (Inde et Chine) ont vu une stabilisation de leur taux de croissance, les Philippines connaissent un taux de 7,8 % au premier trimestre 2013. Le pays tire son épingle du jeu notamment grâce aux centres d'appels, l'export de semi-conducteurs et l’élan nouveau donné à la politique par le président Aquino entre 2010 et 2016. Le taux de croissance reste élevé jusqu'en 2018, entre 6 et 7 %, un des plus hauts durant cette période dans les pays asiatiques. Le président Duterte élu en 2016 a recentré la politique sur la suppression de la corruption politique et l'amélioration des infrastructures permet un soutien actif de cette croissance. Malgré cela et peut-être en raison du caractère impétueux du président Duterte, la Banque asiatique de développement ou BAD revoit ses prévisions légèrement à la baisse pour 2019.
Les Philippines font partie de la Coopération économique pour l'Asie-Pacifique (APEC). Les Philippines sont inscrites en 2009 sur la liste des paradis fiscaux émise par l'OCDE.
Le taux de chômage des Philippines est de 4,5 % en octobre 2019.
La Confédération syndicale internationale cite en 2018 les Philippines parmi les pays où les droits des travailleurs sont les moins respectés. Elle souligne notamment que les employeurs recourent souvent à des tactiques d’intimidation et à des licenciements pour empêcher que le personnel ne forme des syndicats. Les cas de violences policières, provoquant régulièrement des morts, sont nombreux à l'égard des travailleurs en grève.
L’État est faible et intervient peu dans l'économie. Environ 12,5 % du PIB sont consacrés aux dépenses publiques en 2019, chiffre supérieur à celui de l'Indonésie (8,7 %) et du Vietnam (6,5 %) mais bien loin des 17 % et  20 % consacrés respectivement par la Corée du Sud et le Japon. Les inégalités importantes font qu'une partie non négligeable de la population n’a pas toujours accès aux besoins fondamentaux, tels que la santé, l’éducation ou la justice.
La pauvreté est encore très répandue : 82 % des habitants déclarent vivre dans la pauvreté ou à la limite de la pauvreté.
En 2024, les Philippines sont classés en 53e position pour l'indice mondial de l'innovation.
En juillet 2023, l’Union européenne et les Philippines décident de reprendre leurs négociations d’un accord de libre-échange, afin d’instaurer « une nouvelle ère de coopération », a déclaré la présidente de la Commission européenne, Ursula von der Leyen, en déplacement à Manille,.

### Agriculture
40 % de la population en dépend. Principales cultures : tabac, produits du cocotier (2e exportateur mondial), ananas, banane (2e exportateur mondial), riz (16e producteur mondial), maïs (13e producteur mondial), chanvre de Manille, canne à sucre (11e producteur mondial), café (14e producteur mondial), bois tropicaux (à Mindanao) destinés au Japon ainsi que la noix de coco. Depuis les années 2000, et en raison d'une forte démographie, les Philippines ne sont plus auto-suffisantes en matière de production de riz : elles doivent donc en importer désormais de pays d'Asie voisins, comme le Vietnam par exemple. On retrouve différents types de climats aux philippines notamment l’agriculture intensive, l’agriculture commerciale, l’agriculture biologique ou encore l’agriculture urbaine.

### Minerais
Le chrome, l'or, le cuivre et le minerai de fer sont les principales ressources naturelles des Philippines. L'archipel occupe la première place au palmarès mondial des producteurs de nickel: il produit 25 % de l’offre mondiale. Les Philippines sont le premier fournisseur de la Chine.

### Tourisme
Le tourisme est en plein développement aux Philippines, porté depuis 2012 par les campagnes du ministère du Tourisme « It’s More Fun in the Philippines ». Le pays a enregistré 8,2 millions de visites en 2019 (+ 15,2 % comparé à 2018) à comparer aux 3,5 millions enregistrés en 2010. Ce secteur représentait 12,7 % du PIB en 2019. Le pays peut compter sur ses îles renommées telles Cebu, Palawan ou Boracay, sur ses sites historiques tels Vigan, Intramuros ou Cebu City ainsi que sur ses sites classés au patrimoine mondial.

### Marine marchande
En 2023, les 300 000 marins des Philippines constituent un quart des équipages de la marine marchande mondiale à tous les niveaux de qualification, y compris les officiers de bord (officier chargé du quart, officier chef mécanicien) et sont la première nationalité dans la marine marchande. Sans eux, tout le commerce mondial serait paralysé. En 2022, l'Agence européenne pour la sécurité maritime (EMSA, en anglais) a annoncé des manquements de certaines écoles à la convention STCW (normes de formation des gens de mer, et de délivrance des brevets), mais l'Union Européenne a renoncé à des sanctions, pour ne pas léser les entreprises de l'UE, ni les 50 000 Philippins capitaines et officiers au travail sur des navires européens,. Le président philippin promet des efforts pour satisfaire aux exigences de l'UE. Les marins et les travailleurs philippins outre-mer envoient chaque mois au pays plus de 2,5 milliards $, essentiels pour la croissance de l'économie domestique,.

## Défense et sécurité
Les Forces armées des Philippines comptent trois branches : la Philippine Army (Armée de terre), la Philippine Navy (Marine) et la Philippine Air Force (Armée de l'air).
La Police nationale est rattachée au département des affaires intérieures et est complétée par des polices locales.
Les Gardes-côtes philippins (Philippine Coast Guards) sont une entité civile rattachée au Département des transports.

## Culture

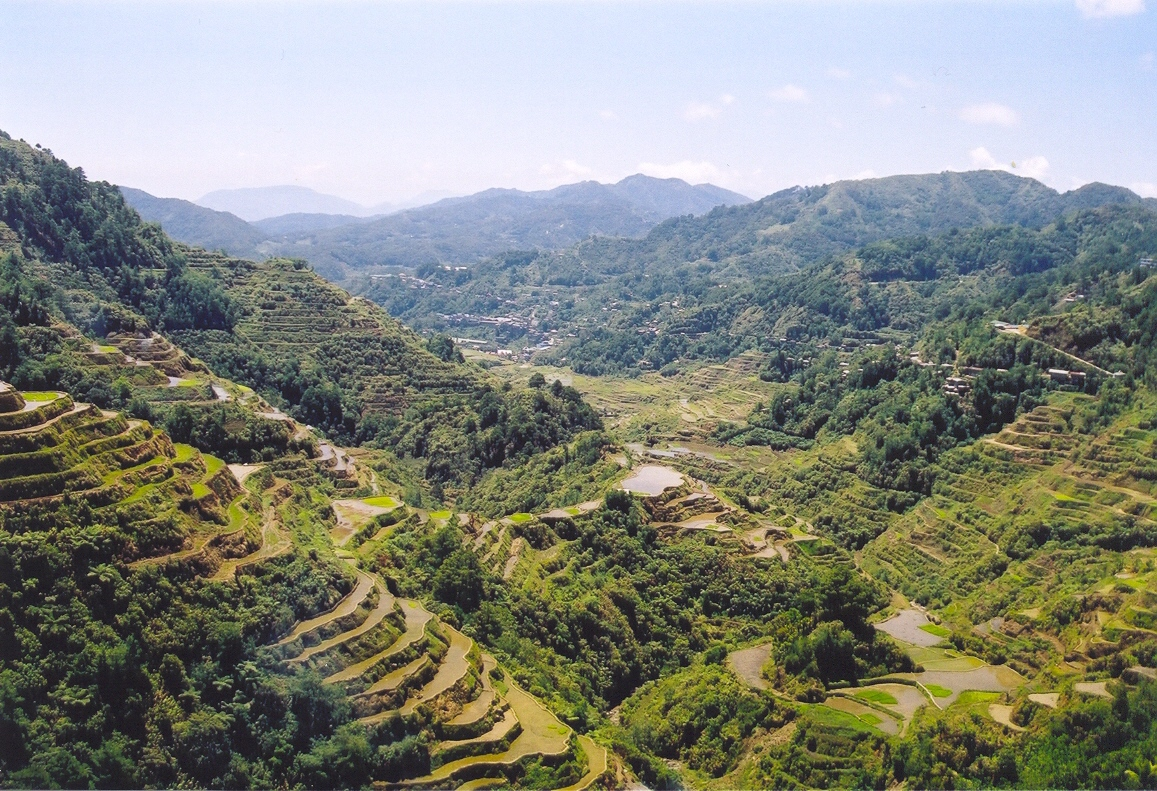
Les rizières de Banaue, qui font partie du patrimoine mondial de l'UNESCO, parfois nommées comme la Huitième Merveille du Monde.

Tout au long de l'histoire du peuple philippin, aucune identité culturelle nationale n'est apparue. Cela est en partie dû au grand nombre de langues parlées dans le pays, que l'on estime aujourd'hui à 80, ainsi qu'aux très nombreux dialectes qui en découlent. L'isolement relatif entre populations voisines, que ce soit de village à village, ou d'île en île, a également contribué à cette absence d'identité unifiée.
Toutefois, la volonté de créer un sentiment national est réapparue après la destitution de Ferdinand Marcos. Ainsi, dans l’idée qu’une identité sociale forte permettrait de réduire la misère, les présidents Corazon Aquino et Fidel Ramos, voyant la pauvreté matérielle comme conséquence de la pauvreté spirituelle, optèrent pour le renforcement du sentiment d’unité nationale, derrière une idéologie, le Filipinism qui tire ses racines du patriotisme de la fin du XIXe siècle. Pour ce faire, un module d’éducation basé sur l’identité nationale est créé en 1989 sous le nom de Moral Education et devient une matière enseignée à l’école. Dès leur plus jeune âge, les jeunes Philippins reçoivent des cours destinés à renforcer l’idée d’un peuple philippin avec le Sibika at kultura, un texte du ministère de l’Éducation décrivant précisément ce qu’est la nation philippine.
Après l'arrivée des Espagnols, les missionnaires catholiques engagent des indigènes comme traducteurs, créant ainsi une classe de la population bilingue, connue sous le nom de ladinos. Ces personnes, notamment le traducteur et poète Gaspar Aquino de Belen, commencent alors à écrire des poèmes en alphabet latin mais principalement en langue tagalog. Pasyon est d'ailleurs une célèbre narration poétique de la passion et de la résurrection du Christ commencée par Gaspar Aquino de Belen. Par la suite, les ballades espagnoles de chevalerie fournissent un modèle pour la littérature laïque philippine. Des pièces de théâtre en vers, ou komedya, font l'objet de représentations en langue régionale, permettant ainsi l'accès à la littérature pour la majorité illettrée. Ces komedya sont également diffusées sous forme écrite dans les langues régionales, en utilisant toujours l'alphabet latin.
En outre, la littérature classique (José Rizal, Pedro Paterno) et les documents historiques (Hymne national, Constitución Política de Malolos) sont écrits en langue espagnole, qui ne cesse définitivement d'être une langue officielle qu'en 1973. L'écrivain philippin Claro M. Recto continuera d'écrire en espagnol jusqu'en 1946.
Les Philippines sont également la patrie de nombreux héros. On considère que Lapu-Lapu, de Mactan, fut le premier qui commença à repousser l'agression européenne et est à l'origine de la mort de Fernand de Magellan. José Rizal (né le 19 juin 1861, dans la ville de Calamba, Laguna), fait figure de héros national. C'était un homme extrêmement cultivé parlant quelque 22 langues. Poète, écrivain, médecin ophtalmologue (il fit une partie de ses études à Barcelone avant de s'installer à Paris, Heidelberg et Berlin), il joua un rôle essentiel dans le processus d'indépendance, s'inspirant de Don Quichotte dont il était un fidèle lecteur pour construire son projet politique et mener sa lutte contre le colonisateur. Jugé pour rébellion, il est exécuté le 30 décembre 1896. En hommage, le 30 décembre est aujourd'hui un jour férié aux Philippines. Plus récemment, l'un des premiers présidents de l'Assemblée générale de l'ONU, Carlos Peña Rómulo est une autre figure importante de l'histoire des Philippines.
Les églises baroques des Philippines, la ville historique de Vigan et le centre historique de la ville de Manille (Intramuros) sont des sites historiques classés au patrimoine mondial de l'humanité, tout comme les rizières de Banaue de la Cordillère, le Parc national de la rivière souterraine de Puerto Princesa et le Sanctuaire de faune et de flore sauvages de la chaîne du mont Hamiguitan.

### Fêtes et jours fériés
| Date         | Nom français             | Nom local            | Remarques             |
| ------------ | ------------------------ | -------------------- | --------------------- |
| 1er janvier  | Jour de l'an             | Bagong Taón          |                       |
|              | Jeudi saint              | Huwebes Santo        | Jeudi avant Pâques    |
|              | Vendredi saint           | Biyernes Santo       | Vendredi avant Pâques |
|              | Pâques                   | Linggó ng̃ Pagkabuhay | Dimanche, fête mobile |
| 9 avril      | Fête du courage          | Araw ng̃ Kagitingan   |                       |
| 1er mai      | Fête du Travail          | Araw ng̃ Manggagawà   | Fête de travail       |
| 12 juin      | Fête de l'indépendance   | Araw ng̃ Kalayaan     |                       |
| 31 août      | Fête des héros nationaux | Araw ng̃ mg̃a Bayani   |                       |
| 1er novembre | Toussaint                | Todos los Santos     |                       |
| 30 novembre  | Fête de Bonifacio        | Araw ni Bonfacio     | Andrés Bonifacio      |
| 25 décembre  | Noël                     | Araw ng̃ Paskó        |                       |
| 30 décembre  | Fête de Rizal            | Araw ni Rizal        | José Rizal            |
| 31 décembre  | Réveillon du nouvel an   | Bagong Taón          |                       |

### Sports
Plusieurs événements sportifs majeurs ont eu lieu aux Philippines: le combat de boxe historique opposant Mohamed Ali à Joe Frazier le 1er octobre 1975 à Manille ou encore le Championnat du monde de basket-ball de même à Manille en 1978 et, la même année, la finale du Championnat du monde d'échecs au cours duquel Viktor Kortchnoï affronta Anatoli Karpov à Baguio.
Le pays est membre de la Fédération des Jeux d'Asie du Sud-Est et a organisé l’événement à quatre reprises : en 1981, 1991, 2005 et 2019.
Tout autant que les arts et la gastronomie, les sports pratiqués aux Philippines portent la marque des colonisateurs successifs. Les parcours de golf, les terrains de polo, la passion pour le basket et le volley sont autant de signes de la présence américaine. Seuls sont appelés à disparaître les bamboo bowl de football américain[pas clair].
À côté des sports d'origine occidentale subsistent encore quelques jeux traditionnels qui ne sont plus pratiqués que marginalement depuis une quinzaine d'années : le sipa, pourtant encore très populaire en Thaïlande et en Malaisie, ou cette forme de lutte que les Ifugaos pratiquent à l'occasion des fêtes traditionnelles.

#### Basket-ball
Le basket-ball est le sport le plus populaire du pays et le plus pratiqué par la population, seul pays d'Asie où il a vraiment pris un essor important depuis la création en 1975 d'un championnat national professionnel. Même si les joueurs philippins n'ont en général pas l'avantage de la haute taille de leurs adversaires occidentaux, ils sont parmi les meilleurs d'Asie. Toute l'année est ponctuée par des compétitions d'amateurs, des tournois scolaires, des rencontres régionales, des championnats professionnels et internationaux. Les Philippines ont été sacrées cinq fois champions d'Asie entre 1960 et 1986 et comptent une troisième place aux championnats du monde de 1954.

#### Boxe
La boxe fait partie des sports individuels les plus populaires aux Philippines. C'est le sport qui a rapporté le plus de médailles olympiques au pays.
Les Philippines ont produit de nombreux champions de boxe tels que Francisco Guilledo (Pancho Villa), Ceferino Garcia, Nonito Donaire ou Manny Pacquiao.

#### Golf
Les Philippines comptent de nombreux terrains de golf, notamment dans la région du Grand Manille. Sur l'île de Panay, à l'ouest des Visayas, dans la ville d'Iloílo, se trouve le parcours de golf de Santa Barbara, qui fut construit par des soldats américains au début du XXe siècle, qui, malgré son allure modeste, est sans doute le plus ancien de l'archipel et même de toute l'Asie. Plus à l'est, dans les Visayas centrales, celui de la ville de Cebu, (Negros oriental), offre des parcours aussi intéressants que difficiles, dont le plus connu est le Cebu Country Club, celui-ci comptant dix-huit trous, long de 5,72 km. À Mindanao, le golf d'Apo Golf and Country Club, principal parcours de l'île, se situe près du centre-ville de Davao, dominé par le mont Apo. Au nord de l'île de Luçon, Baguio comporte un terrain à 1 520 m d'altitude.
Les championnats se déroulent pour la plupart à Manille : l'Open des Philippines a lieu au Wack Wack Golf and Country Club. Le golf se joue toute l'année, la meilleure saison étant la saison chaude.

#### Polo
Le polo demeure à Manille autant sinon plus qu'ailleurs un sport réservé à une élite. Le golf et d'autres sports autrefois considérés comme tels se sont popularisés, mais le polo reste un sport onéreux. De bons chevaux coûtent entre 400 000 à 730 000 pesos soit entre 7 300 et 13 400 euros, à quoi viennent s'ajouter les frais d'entretien, d'entraînement, les soins vétérinaires, les transports et bien sûr le matériel (selles, maillets, balles, costume) et bien d'autres dépenses. Le polo oppose deux équipes de quatre cavaliers. Chaque match se divise en six périodes appelées des chukkers, durant chacune sept minutes. Le jeu se déroule sans interruption, à l'exception de courts intervalles après chaque chukka lorsque les cavaliers changent de monture. À Manille, une douzaine de cavaliers seulement ont un équipage complet, ce qui signifie qu'ils disposent chacun de six chevaux, soit un pour chaque chukka.
La saison du polo, aux Philippines, commence à la fin de la saison humide et dure jusqu'au retour des pluies, comme le golf. Les principaux tournois sont programmés à des dates déterminées par la tradition : les tournois ouverts sont financés par des entreprises privées. Les tournois anciens et réputés, comme la Cameron Forbes Cup et la Past President's Cup, ont lieu respectivement entre les mois de janvier et février. Le Manila Polo Club, fondé en 1909 par le gouverneur William Cameron Forbes, réunissait l'élite de la capitale. Jusqu'à Pearl Harbor, l'histoire du club reflète le colonialisme américain dans l'archipel. Le club, qui se composait surtout de hauts fonctionnaires et d'officiers américains, puis d'hommes d'affaires, est devenu plus cosmopolite, et les Philippins y sont désormais majoritaires. Avant la Seconde Guerre mondiale, ce club de polo, présidé par le gouverneur, le haut-commissaire et par la suite, l'ambassadeur des États-Unis, constituait le bastion chic de la communauté américaine. Après sa disparition durant la guerre, un club provisoire, où les Philippins étaient désormais admis, fut rouvert à Parañaque City en 1946. Les sentiments nationalistes de l'après-guerre avaient fait leur chemin. En 1950, le club fut relogé à Forbes Park, à Makati, actuel centre d'affaires de Manille.

#### Courses de chevaux
Le champ de course de Manille, familièrement appelé San Lazaro, se trouve sur Felix Huertas Street, dans le quartier de Santa Cruz. Les courses de chevaux ont été introduites aux Philippines vers les années 1860. À l'époque, le Manila Jockey Club organisait deux fois par an des courses plutôt huppées. Les spectateurs s'y rendaient dans des calèches flamboyantes, les femmes en robe longue et ombrelle, les hommes en redingote à boutons et cravate à la mode d'Ascot. Après les courses, les spectateurs se rendaient au bal, donné au même endroit. Aujourd'hui, les jockeys, en casaques de couleurs, montent des pur-sang importés. Les moyens les plus modernes sont mis en œuvre tels qu'un totaliseur, des ordinateurs, caméra et photo finish, cabines climatisées avec enregistrement automatique des paris et bien d'autres. À Manille, les courses de chevaux sont devenues une entreprise commerciale à part entière.
Au début des courses, les spectateurs se réunissent dans l'enceinte face au podium, à côté du paddock où sont parqués les chevaux, une race de petite taille mais hardie. Le champ de course de Felix Huertas Street est un ovale parfait d'un pourtour de 1 200 mètres. Le sol est composé d'une couche de sable recouvrant une base de pierre tendre et de charbon. Le champ est entouré de dizaines d'écuries au sommet desquelles les lads se perchent pour suivre l'évolution de leur favori. L'épreuve principale est la Gran Copa Cup. Les autres courses importantes sont la Founders Cup, la Presidential Cup et surtout le National Grand Derby.

#### Pelote basque
La pelote basque, appelée jai-alai aux Philippines (prononcé raî-alaî) est l'un des sports préférés des Philippins. Importé du Pays basque il y a environ un siècle, ce sport est souvent pratiqué aux Philippines par des descendants de colons basques. Les blocs de granit du fronton de Manille, dans Taft Avenue, ont été importés de Shanghai, en Chine, lors de la démolition du stade considéré comme appartenant à un passé décadent. L'inauguration de ce terrain en 1940 par le président Manuel Quezón fut annoncée à l'époque comme l'événement social et sportif le plus important de toute l'histoire de Manille.
Les matchs de jai-alai commencent tous les après-midi sauf les dimanches et jours fériés, à 17 h. Chaque session comporte 14 matchs, avec une pause d'environ 15 minutes entre chaque partie. Les matchs de pelote basque sont gratuits et font l’objet de paris. Les paris sur les matchs de jai-alai à Manille représentent des enjeux considérables : près de 20 % de la population s'y adonne, soit environ plus d'un demi-million de paris journaliers.

#### Arts martiaux
Le karaté, le kung-fu et le taekwondo sont pratiqués aux Philippines, ainsi que l'arnis ou Kali Arnis Eskrima, le combat au bâton philippin. L'arnis s'est développé pour se défendre contre les brigands de grand chemin et les invasions. Il se pratique avec un bâton de bois dur d'un mètre de long, appelé tungkod. Les deux adversaires se portent des coups et parent. L'eskrima, qui se pratique avec des sabres au lieu de bâtons, en est une variante. Inefficaces face aux armes à feu des Espagnols colonisateurs, ils subsistent comme arts martiaux. Certains mouvements complexes caractéristiques de l'arnis sont sans doute des ajouts plus tardifs, ce type de combat évoluant vers une sorte de spectacle dansé. Des démonstrations de ce sport sont régulièrement organisées à Manille, notamment au musée en plein air de Nayong Pilipino, ainsi que dans tout l'archipel. Aux Jeux d'Asie du Sud-Est (SEA Games), en décembre 2019, ChriSamuel Delfin, fier de ses origines, refuse de porter autre chose que le pagne bahag des Igorots, et gagne la médaille d'or en arnis anyo,,.

### Arts et littérature

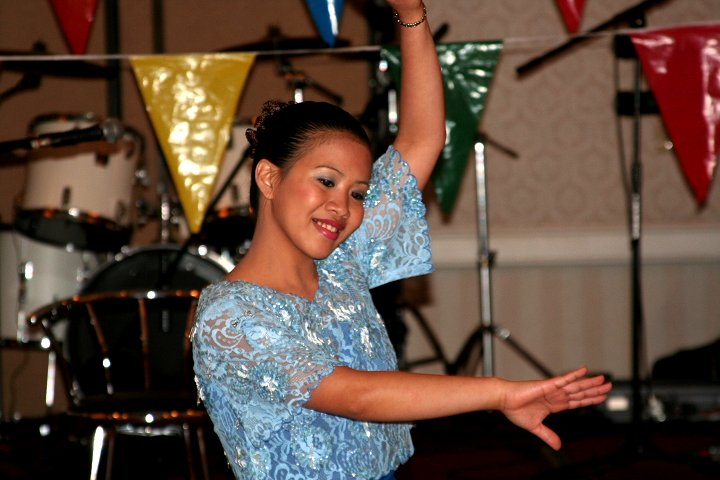
Femme réalisant une danse traditionnelle.

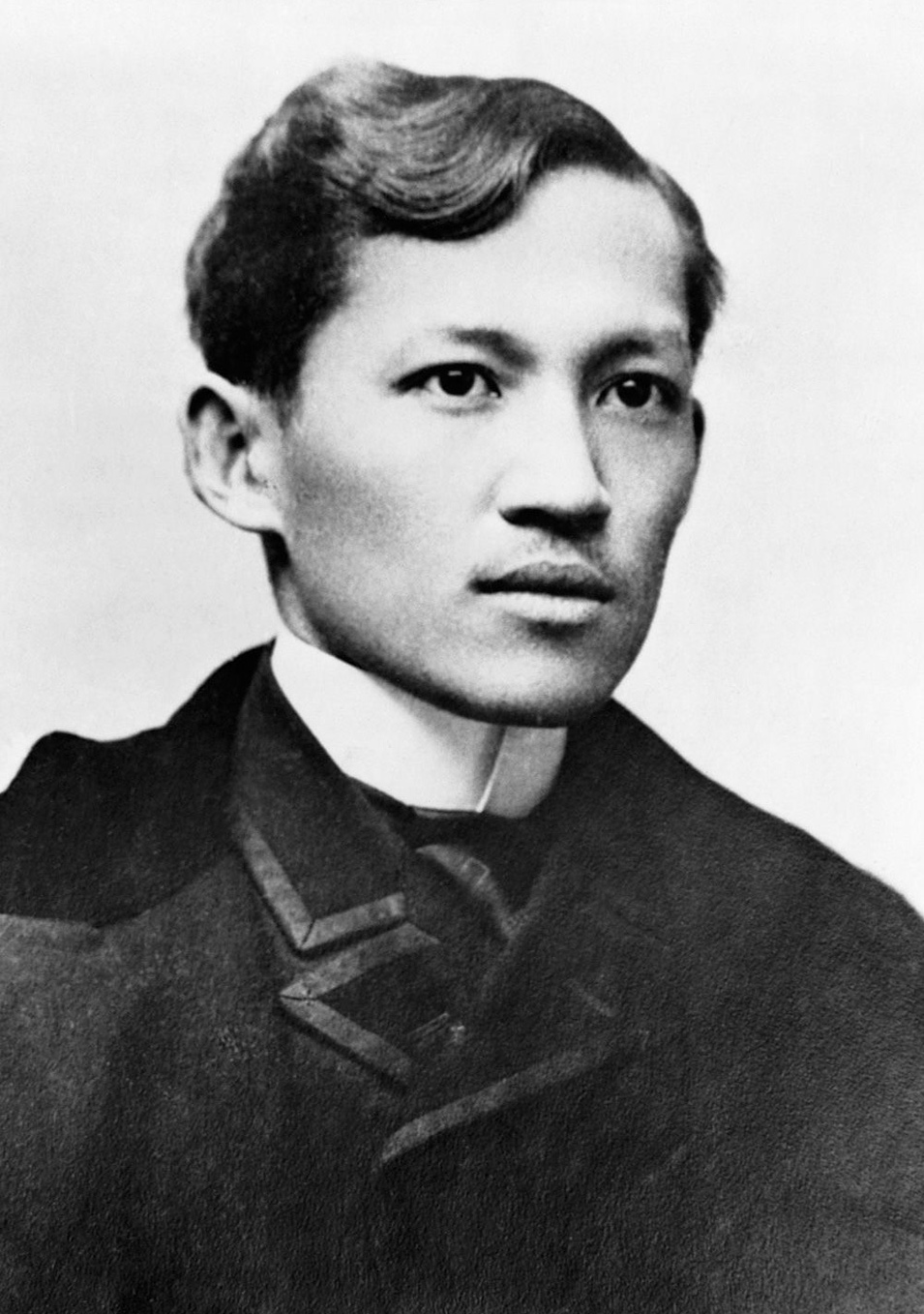
Le héros national José Rizal fut tout d'abord un poète, un romancier et un artiste. Photo prise en 1893.

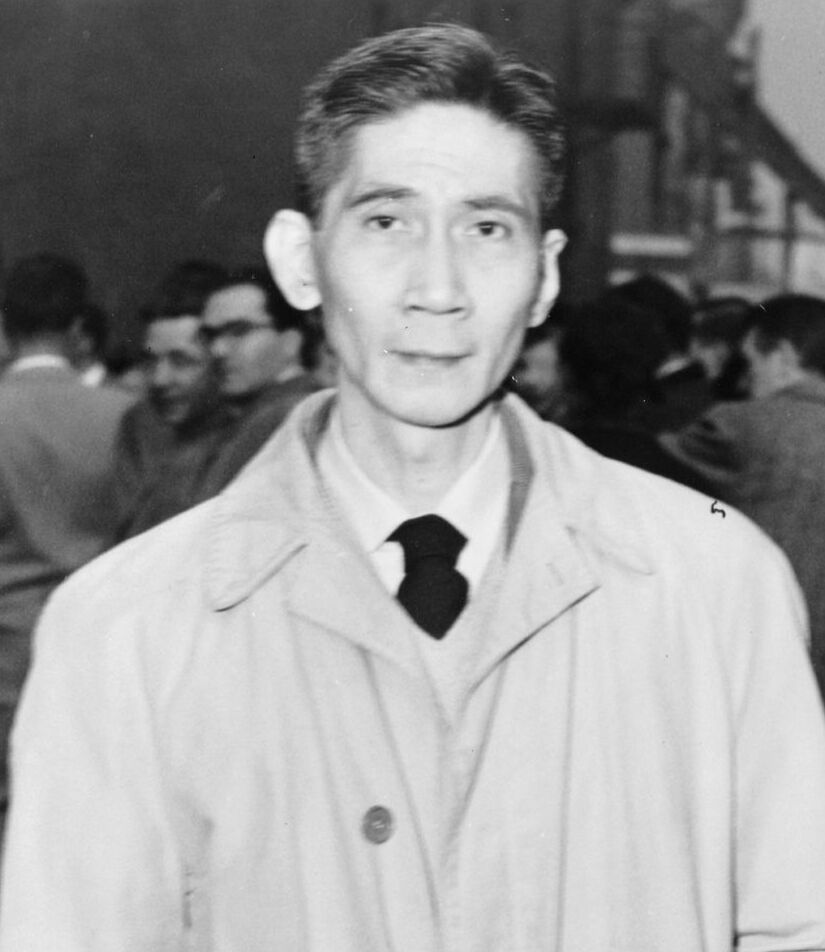
José Garcia Villa lors d'une conférence en 1953.

#### Danse
Le Singkil est une danse exécutée par les troupes de danseurs folkloriques, faisant intervenir une danseuse munie d’éventail et des danseurs jouant de perches de bambou.
L'une de ces troupes, le Bayanihan (littéralement travailler ensemble), de renommée internationale, s'attache à préserver et à populariser les danses philippines traditionnelles. Des spectacles de ballets modernes et classiques créés et chorégraphiés pas des Philippins ont régulièrement lieu à Manille. Les compagnies les plus célèbres sont le Ballet Philippines, la Ramon Obusan Dance Company et la Seasonal Ballet Company, dont l'étoile la plus connue, Lisa Marcuja, fut révélée par le ballet russe du Kirov.

#### Nation de musiciens
Les groupes philippins ont l'habitude de reprendre et d'imiter la musique pop européenne et américaine, en les traduisant en tagalog et souvent en taglish (mélange de tagalog et d'anglais). Les stars locales de la chanson exercent une influence considérable sur la population, qui voit en elles des modèles.
La reine de la chanson philippine, Nora Aunor, a débuté comme vendeuse de boissons ambulante dans la gare d'Iriga, à Albay (Bicol). Elle fut découverte à l'âge de 14 ans, à Manille, lors du concours de chanteurs amateurs (il en existe beaucoup) le plus populaire du pays à l'époque, le Tawag ng Tang-halan. Elle a ensuite donné, dans les années 1960, un spectaculaire exemple de réussite, en devenant productrice de télévision et de cinéma.
Parmi les autres grands noms de la scène musicale figurent le compositeur, chef d'orchestre, pianiste et chanteur Ryan Calatab, le maître de la musique philippine traditionnelle, et Bobby Enriquez, surnommé le sauvage, maître incontesté du jazz philippin. Freddie Aguilar, Regine Velasquez, Lea Salonga ou Charice ont atteint une renommée internationale.
Au début des années 1980, sa chanson Bayan Ko (Mon pays) fut l'hymne du mouvement de révolte contre l'ancien président, Ferdinand Marcos. Plus récemment, les chanteurs Willie Revillame, présentateur de la célèbre émission Wowowee, connue dans tout l'archipel, se révéla comme chanteur en interprétant son titre Ikaw Na Nga, ainsi que Billy Crawford, jeune chanteur américano-philippin, fera ses débuts en musique en 1998 et connu un succès international en se produisant aux Philippines, ainsi qu'en France et aux États-Unis.
La chanson et ses vedettes font étroitement partie de la vie quotidienne des Philippins. C'est à l'occasion d'émissions de télévision comme Eat Bulaga et Lunch Date à l'époque et même plus récemment, le Wowowee, que les futures vedettes de l'Asie conquièrent ce public exigeant.
Des formations classiques comme l'Orchestre philharmonique des Philippines, le Choral Ensemble et les Philippine Madrigal Singers, outre le répertoire classique jouent également les œuvres de compositeurs philippins contemporains.
Parmi les traditions musicales spécifiques à certaines îles figurent les gongs musulmans (ku-lintang), le git-git (utilisé par les Mangyans et les Négritos), un violon dont les cordes sont faites de cheveux humains, ou le kubing, une guimbarde répandue dans tout l'archipel.

#### Cinéma
Les premiers films muets furent projetés à Manille dès 1904. Il s'agissait, la plupart du temps, de films européens sous-titrés en espagnol. Le thème du premier film philippin de 1919 était l'histoire d'une jeune paysanne vertueuse, devait donner le ton de la production locale des trente années suivantes.
Le cinéma philippin se caractérisait par son goût pour le sentimentalisme et un jeu outré : on y trouve de fortes similitudes avec le cinéma indien. Les années 1940 ont vu se dessiner deux tendances: la multiplication des films d'action, souvent assez violents, et l'émergence d'un véritable cinéma philippin, traitant ses propres thèmes.
À ce titre, le réalisateur Lino Brocka est sans doute la figure la plus marquante de cette rénovation. Son premier film non commercial, Tinimbang Ka Ngunit Kulag qui signifie Tu as été évalué et jugé insuffisant, qui relate l'histoire des exclus d'une petite ville vue par un jeune homme, fut encensé par les critiques et ébranla l'industrie cinématographique locale[réf. souhaitée]. Depuis, Lino Brocka a produit plusieurs films sur des thèmes politiques, dont Bayan Ko (Mon pays), un film contre Ferdinand Marcos, ainsi que Fight for U.S., l'histoire d'un ancien prêtre, prisonnier politique, et de ses désillusions après la révolution de 1982.
Des années 1960 aux années 1980, le cinéma philippin s'est spécialisé dans les films de série Z et notamment d'action. À son âge d'or, la production nationale était une des plus importantes du monde en nombre de films tournés (environ 300 films par an). Joseph Estrada fut un des acteurs les plus populaires de l'époque. Dans les années 1980, l'archipel attira des réalisateurs européens et essentiellement italiens de cinéma bis. Entre 1990 et 2000, le volume de production s'est effondré. Plusieurs productions se distinguent à l'international durant la décennie 2010 tels On The Job d'Erik Matti ou Hello, Love, Goodbye de Cathy Garcia-Molina. L'actrice Jaclyn Jose remporta le prix d'interprétation féminine au Festival de Cannes 2016 pour son rôle dans Ma' Rosa de  Brillante Mendoza.

#### Littérature
José Rizal fut incontestablement la figure marquante de la littérature philippine des années révolutionnaires de la fin du XIXe siècle. Ses deux grands romans, écrits en espagnol, ‘‘Noli Me Tangere’’ de l’édition Gand, qui parut en 1887 et ‘‘El Filibusterismo’’ de la même édition, paru en 1891, jetèrent les bases d'une littérature en prose conjuguant les préoccupations artistiques et l'engagement politique.
Après 1930, peu de Philippins continuèrent à écrire en espagnol à cause de l'expansion de l'anglais et de l'utilisation du tagalog comme langue littéraire. Au début du XXe siècle, la nouvelle, le dagli, influencée par des courants littéraires anglais et français, devint une forme littéraire très appréciée. La littérature d'après-guerre a été dominée par deux auteurs : Néstor Vicente Madali González et Nick Joaquin. Né en 1917, Nick Joaquin (en) fut le grand homme des cercles littéraires de Manille. Essayiste, poète, dramaturge, nouvelliste et encore romancier, il a parcouru tous les chemins de la littérature et du journalisme du pays depuis près d'un demi-siècle.
José Garcia Villa (en), quant à lui, proclamé artiste national des Philippines en 1973, souvent cité comme le plus grand poète du pays, se surnommera lui-même le « Doveglion », une contraction des mots signifiant la colombe, l'aigle et le lion (dove, eagle, lion).

#### De la rue à la scène
L'expression orale mélodramatique sur des thèmes profanes ou sacrés était traditionnelle chez les peuples philippins. Dans ce domaine, l'arrivée des Espagnols s'est traduite par l'apparition de formes hybrides. Dans les premiers poèmes en langue indigène (tagalog), les sujets religieux tels que les vies des saints, ou romanesques et la métrique étaient espagnols. Au théâtre, le moromoro, comédie accompagnée de musique et de danses avec pour thème récurrent la lutte entre chrétiens et musulmans, servait de cadre à des spectacles aussi vivants que colorés. Au début du XVIIIe siècle, la zarzuela, comédie mélodramatique musicale adaptée de la Commedia dell'arte, conquit rapidement un large public philippin, peut-être parce que cette forme de spectacle se prêtait au traitement de sujets d'actualité. À ce jour, Severino Reyes est considéré comme l'un des plus grands auteurs de zarzuela. Il n'est pas rare que ces pièces descendent ensuite dans la rue dans le cadre des fiestas qui conjuguent, sur le mode philippin, théâtre, passion religieuse et l'active participation des spectateurs.

### Gastronomie
La cuisine philippine comprend les aliments, les méthodes de préparation et les coutumes alimentaires trouvés dans l'archipel. Le style de la cuisine et les aliments qui lui sont associés ont évolué au cours de plusieurs siècles à partir de son origine malayo-polynésienne. Celle-ci s'est mélangée à la cuisine de nombreuses origines - hispaniques, chinoises, américaines, et a intégré d'autres influences asiatiques en fonction des ingrédients indigènes et du goût local.
Les Philippins prennent traditionnellement trois repas principaux par jour : agahan ou almusal (petit-déjeuner), tanghalían (repas de midi), et hapunan (repas du soir), plus une collation en après-midi, appelé merienda (une autre variante est minandál ou minindál). Les plats vont du plat très simple, comme un repas de poisson salé frit et de riz, à des plats élaborés, comme les cocidos préparés pour les fêtes.
Les plats les plus courants sont le lechón (cochon rôti entier), la longganisa (saucisse philippine), le tapa (bœuf séché), l'adobo (poulet et/ou porc braisé à l'ail, la sauce soja et au vinaigre), la kaldereta (ragoût de chèvre à la tomate), le mechado (bœuf ou porc cuit dans une sauce tomate) et l'afritada (porc ou bœuf mijoté dans une sauce tomate avec des légumes), le kare-kare (queue de bœuf et légumes cuits à la sauce d'arachide), la crispy pata ou jambe croustillante (porc), le hamonado (viande de porc dans une sauce sucrée d'ananas), le sinigang (porc, poisson ou crevettes dans un ragoût de tamarin), le pancit (nouilles sautées), le paksiw (poisson, oignons, une soupe un peu épicée) et les lumpia (pâtés impériaux frais ou frits).